# Phố cổ Hội An
Phố cổ Hội An là một đô thị cổ nằm ở hạ lưu sông Thu Bồn, thuộc vùng đồng bằng ven biển thành phố Đà Nẵng, Việt Nam, cách trung tâm thành phố khoảng 30 km về phía Nam. Nhờ những yếu tố địa lý và khí hậu thuận lợi, Hội An từng là một thương cảng quốc tế sầm uất, nơi gặp gỡ của những thuyền buôn Nhật Bản, Trung Quốc và phương Tây trong suốt thế kỷ XVII và XVIII. Trước thời kỳ này, nơi đây cũng từng có những dấu tích của thương cảng Chăm Pa hay được nhắc đến cùng con đường tơ lụa trên biển. Thế kỷ XIX, do giao thông đường thủy ở đây không còn thuận tiện, cảng thị Hội An dần suy thoái, nhường chỗ cho Đà Nẵng khi đó đang được người Pháp xây dựng. Hội An may mắn không bị tàn phá trong hai cuộc chiến tranh và tránh được quá trình đô thị hóa ồ ạt cuối thế kỷ 20. Bắt đầu từ thập niên 1980, những giá trị kiến trúc và văn hóa của phố cổ Hội An dần được giới học giả và cả du khách chú ý, khiến nơi đây trở thành một trong những điểm du lịch hấp dẫn của Việt Nam.
Đô thị cổ Hội An ngày nay là một điển hình đặc biệt về cảng thị truyền thống ở Đông Nam Á được bảo tồn nguyên vẹn và chu đáo. Phần lớn những ngôi nhà ở đây là những kiến trúc truyền thống có niên đại từ thế kỷ 17 đến thế kỷ 19, phân bố dọc theo những trục phố nhỏ hẹp. Nằm xen kẽ giữa các ngôi nhà phố, những công trình kiến trúc tôn giáo, tín ngưỡng minh chứng cho quá trình hình thành, phát triển và cả suy tàn của đô thị. Hội An cũng là vùng đất ghi nhiều dấu ấn của sự pha trộn, giao thoa văn hóa. Các hội quán, đền miếu mang dấu tích của người Hoa nằm bên những ngôi nhà phố truyền thống của người Việt và những ngôi nhà mang phong cách kiến trúc Pháp. Bên cạnh những giá trị văn hóa qua các công trình kiến trúc, Hội An còn lưu giữ một nền văn hóa phi vật thể đa dạng và phong phú. Cuộc sống thường nhật của cư dân phố cổ với những phong tục tập quán, sinh hoạt tín ngưỡng, nghệ thuật dân gian, lễ hội văn hóa vẫn đang được bảo tồn và phát triển. Hội An được xem như một bảo tàng sống về kiến trúc và lối sống đô thị.
Với những giá trị nổi bật, tại kỳ họp lần thứ 23 cuối năm 1999 (ngày 4 tháng 12), Tổ chức Giáo dục, Khoa học và Văn hóa Liên Hợp Quốc (UNESCO) đã công nhận đô thị cổ Hội An là một di sản văn hóa thế giới, dựa trên hai tiêu chí:
- Hội An là biểu hiện vật thể nổi bật của sự kết hợp các nền văn hóa qua các thời kỳ trong một thương cảng quốc tế.
- Hội An là điển hình tiêu biểu về một cảng thị châu Á truyền thống được bảo tồn một cách hoàn hảo.

## Tên gọi
Tên gọi "Hội An" ngày nay được hình thành từ rất lâu trong lịch sử, nhưng thật khó có thể xác định chính xác thời điểm ra đời của nó. Theo tác giả Dương Văn An trong cuốn sách Ô Châu cận lục, vào năm 1553, huyện Điện Bàn có 66 xã, trong đó có các xã Hoài Phô, Cẩm Phô, Lai Nghi, nhưng chưa thấy cái tên Hội An được ghi lại. Dưới thời Lê, tấm bản đồ do đại thần Đỗ Bá vẽ in trong Thiên Nam tứ chí lộ đồ có ghi lần đầu tiên các địa danh Hội An phố, Hội An đàm, Hội An kiều. Trên tấm bia Phổ Đà Linh Sơn Trung Phật tại động Hoa Nghiêm, Ngũ Hành Sơn ghi tên những người góp tiền xây dựng chùa, tên làng Hội An được nhắc tới ba lần. Thời chúa Nguyễn Phúc Lan, làng Minh Hương được thành lập bên cạnh làng Hội An đã có trước đó. Căn cứ vào văn bản của dinh trấn Quảng Nam thời Minh Mạng gửi trưởng bang Hoa kiều, Hội An phố gồm 6 làng: Hội An, Minh Hương, Cổ Trai, Đông An, Diêm Hộ, Hoa Phô. Nhà nghiên cứu người Pháp Albert Sallet cho rằng làng Hội An là làng quan trọng nhất trong năm làng tạo nên quần cư Hội An cổ, gồm Hội An, Cẩm Phô, Phong Niên, Minh Hương và An Thọ.
Người phương Tây xưa kia gọi Hội An bằng cái tên Faifo. Xuất xứ của cái tên này ngày nay vẫn tồn tại nhiều giả thuyết. Trong cuốn Từ điển Việt-Bồ-La của Alexandre de Rhodes in tại Roma năm 1651, chữ Hoài phô được định nghĩa: một làng trong xứ Cochinchine mà người Nhật ở và gọi là Faifo. Một giả thuyết phổ biến cho rằng Faifo xuất phát từ tên Hội An phố, cái tên sử sách và địa chí Trung, Việt đều nhắc tới. Theo một thuyết khác, nhánh sông Thu Bồn chảy qua phố cổ Hội An hiện nay có tên là sông Hoài, nên Hội An còn được gọi là Hoài Phố, sau Hoài Phố biến thành Phai Phố [Faifo]. Trong những thư từ, ghi chép của những giáo sĩ, học giả phương Tây, cái tên Faifo từng xuất hiện nhiều lần. Alexandre de Rhodes trong bản đồ An Nam gồm Đàng Trong và Đàng Ngoài ấn hành năm 1651 có ghi rõ tên Haifo. Về sau, trên bản đồ chính thức của chính quyền Đông Dương, người Pháp đều sử dụng tên Faifo để chỉ Hội An.

## Lịch sử

### Thời kỳ tiền Hội An

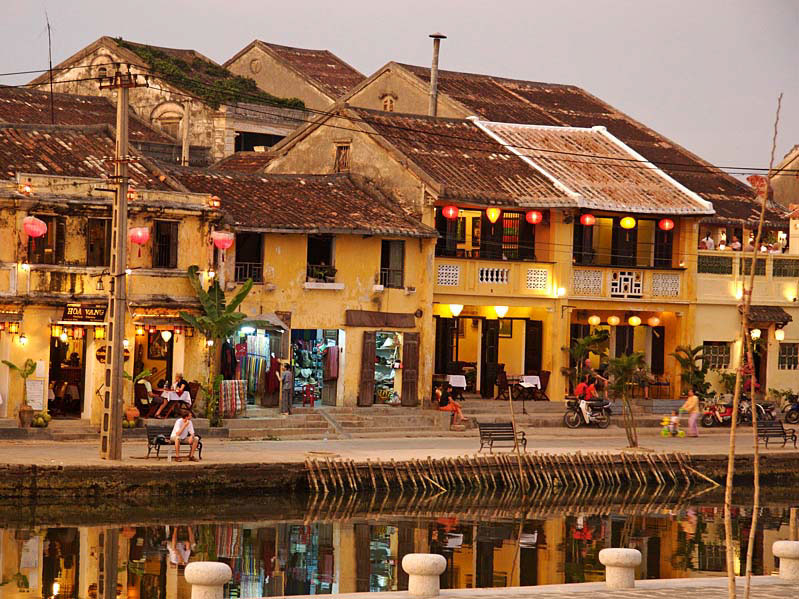
Những ngôi nhà cổ Hội An

Khu đô thị cổ Hội An nằm gần cửa sông Thu Bồn, con sông lớn nhất của tỉnh Quảng Nam. Mặc dù vậy, ngày nay từ trung tâm thành phố tới đến cửa sông cũng không còn gần lắm. Hạ lưu sông Thu Bồn khi đổ ra biển Đông được chia thành nhiều nhánh. Nhánh tiếp xúc với khu phố cổ mang tên sông Hội An, còn dòng chảy giữa hai cồn Cẩm Nam và Cẩm Kim là dòng chính của sông Thu Bồn. Trên những bản đồ cổ thế kỷ 17, 18, Hội An nằm trên bờ Bắc của sông Thu Bồn, thông với biển Đông bẳng cửa Đại Chiêm và một dòng sông nối với cửa Đại của Đà Nẵng, phía ngoài là một doi cát rộng. Dấu vết dòng sông nối liền Hội An với biển Cửa Hàn có thể xác định là con sông Cổ Cò - Đế Võng ngày nay. Trên thủy trình cổ này đã từng tìm thấy nhiều lô tàu, mỏ neo bị chôn vùi trong lòng đất.
Tuy địa danh "Hội An" được cho rằng xuất hiện vào khoảng cuối thế kỷ 16, nhưng vùng đất xung quanh đô thị này đã có một lịch sử rất lâu đời. Trong suốt thời kỳ "tiền Hội An", nơi đây từng tồn tại hai nền văn hóa lớn, đó là văn hóa Sa Huỳnh và văn hóa Chăm Pa. Di chỉ đầu tiên của văn hóa Sa Huỳnh là phố Sa Huỳnh ở Quảng Ngãi bị cát vùi lấp, được các nhà khảo cổ người Pháp phát hiện. Năm 1937, nữ học giả Madeleine Colani chính thức xác nhận đây là một nền văn hóa. Chỉ riêng trong khu vực thành phố Hội An đã phát hiện được hơn 50 địa điểm là di tích của nền văn hóa này, phần lớn tập trung ở những cồn cát ven sông Thu Bồn cũ. Đặc biệt, sự phát hiện hai loại tiền đồng Trung Quốc thời Hán, những hiện vật sắt kiểu Tây Hán... đã minh chứng ngay từ đầu Công nguyên, nơi đây đã bắt đầu có những giao dịch ngoại thương. Một đặc điểm khác có thể nhận thấy là khu vực Hội An không có những dấu tích của thời kỳ đầu và giữa, nhưng mảnh đất nơi đây đã từng tồn tại và có sự phát triển rực rỡ nền văn hóa Sa Huỳnh muộn.
Tiếp sau nền văn hóa Sa Huỳnh, suốt từ thế kỷ 2 đến đến thế kỷ 15, một dải đất miền trung Việt Nam nằm dưới sự thống trị của vương quốc Chăm Pa. Những di tích đặc trưng của nền văn hóa này là các nhóm điện thờ đạo Hindu phân bổ dọc từ miền Trung tới miền Nam, và một trong những trung tâm đó nằm ở lưu vực con sông Thu Bồn. Ở đây, có thể thấy một thủ phủ mang tính chính trị tại Trà Kiệu và một trung trung tâm mang tính tôn giáo nằm tại Sởn Mi. Những dấu tích đền tháp Chăm còn lại, những giếng nước Chăm, những pho tượng Chăm, những di vật của người Đại Việt, Trung Hoa, Trung Đông thế kỷ 2 - 14 làm sáng tỏ giả thuyết nơi đây từng có một Lâm Ấp Phố với một cảng biển là Đại Chiêm phát triển hưng thịnh. Nhiều thư tịch cổ ghi nhận trong một thời gian khá dài, Chiêm cảng - Lâm Ấp Phố đóng một vai trò quan trọng trong việc tạo nên sự phồn vinh của kinh thành Trà Kiệu và khu di tích đền tháp Mỹ Sơn. Trải qua nhiều cuộc chiến tranh, vương quốc Chăm Pa bị Đại Việt đẩy dần về phía Nam. Năm 1471, thủ phủ cuối cùng của Chăm Pa ở Bầu Giá, Bình Định ngày nay, bị nhà Lê chiếm. Vùng đất Hội An trở thành lãnh thổ của Đại Việt từ đó, nhưng phải về sau nơi đây mới phát triển thành một khu vực thương mại. Hội An được hình thành dựa trên sự kế thừa cảng biển của người Chăm và người Việt bắt đầu tới đây từ thế kỷ 15. Đó là bước chuẩn bị trực tiếp cho sự ra đời của đô thị Hội An.

### Thời kỳ Hội An

#### Ra đời và phát triển phồn vinh
Hội An ra đời vào khoảng nửa cuối thế kỷ 16, thời kỳ Việt Nam nằm dưới sự trị vì của nhà Lê. Vào năm 1527, Mạc Đăng Dung giành ngôi nhà Lê, vùng Đông Kinh thuộc quyền cai quản của nhà Mạc. Năm 1533, Nguyễn Kim nhân danh nhà Lê tập hợp binh sĩ chống lại nhà Mạc. Sau khi Nguyễn Kim chết năm 1545, người con rể Trịnh Kiểm nắm giữ quyền hành, dòng họ Nguyễn Kim bị lấn át. Năm 1558, người con thứ của Nguyễn Kim là Nguyễn Hoàng cùng gia quyến và một số binh lính lui về cố thủ ở vùng Thuận Hóa và từ sau năm 1570, Nguyễn Hoàng tiếp tục nắm quyền trấn thủ Quảng Nam. Cùng với con trai là Nguyễn Phúc Nguyên, Nguyễn Hoàng xây dựng thành lũy, ra sức phát triển kinh tế Đàng Trong, mở rộng giao thương buôn bán với nước ngoài và Hội An trở thành thương cảng quốc tế sầm uất bậc nhất khu vực Đông Nam Á thời kỳ đó.

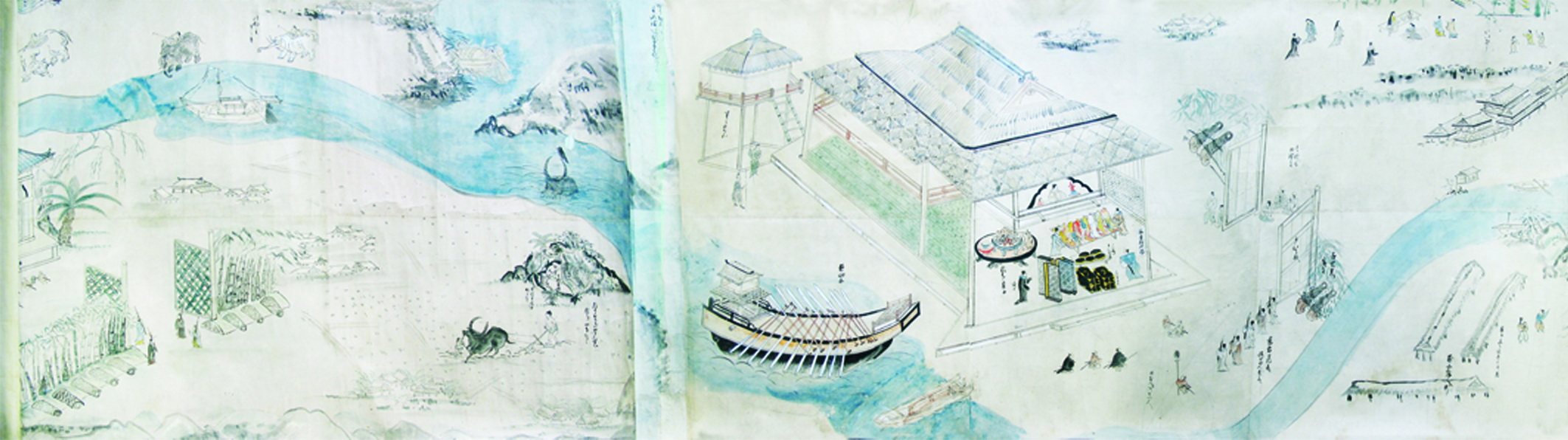
Hội An trong bức họa Giao Chỉ quốc mậu dịch độ hải đồ

Thế kỷ 17, trong khi vẫn tiếp tục cuộc chiến với chúa Trịnh ở miền Bắc, chúa Nguyễn không ngừng khai phá miền Nam, lấn chiếm lãnh thổ của người Chăm. Trên những vùng đất do chúa Nguyễn cai quản, có những khu phố nước ngoài hình thành dựa trên một số luật lệ nhằm bảo hộ cho các hoạt động thương mại của người ngoại quốc. Vào năm 1567, triều đình nhà Minh của Trung Quốc từ bỏ chủ trương bế quan tỏa cảng, cho thuyền buôn vượt biển giao thương với các quốc gia vùng Đông Nam Á, nhưng vẫn cấm xuất khẩu một số nguyên liệu quan trọng sang Nhật Bản. Điều này đã bắt buộc Mạc phủ Toyotomi rồi Mạc phủ Tokugawa cấp phép cho các thuyền buôn Châu Ấn sang mở rộng quan hệ thông thương với Đông Nam Á và mua lại hàng hóa Trung Quốc từ các quốc gia đó. Những con tàu Châu Ấn bắt đầu xuất dương từ năm 1604 dưới thời Mặc phủ Tokugawa, cho tới năm 1635, khi chính sách đóng cửa được ban bố, đã có ít nhất 356 con tàu Châu Ấn ra đời. Nơi thuyền Châu Ấn đi qua nhiều nhất chính là cảng Hội An. Trong vòng 30 năm, 75 con tàu Châu Ấn đã cập cảng nơi đây, so với 37 con tàu cập bến Đông Kinh, khu vực do chúa Trịnh cai trị. Các thương nhân người Nhật khi đó tới bán những đồ đồng, tiền đồng, sắt, đồ gia dụng... và mua lại đường, tơ lụa, trầm hương... Khoảng năm 1617, phố Nhật Bản ở Hội An được hình thành và phát triển cực thịnh trong đầu thế kỷ 17. Qua bức họa Giao Chỉ quốc mậu dịch độ hải đồ của Chaya Shinroku, có thể thấy khu phố người Nhật với những công trình kết cấu gỗ hai, ba tầng. Thuyền trưởng người Hà Lan Delft Haven ghi lại năm 1651, Hội An khi đó có khoảng 60 căn nhà của người Nhật nơi dọc bờ sông, nhà cửa xây bằng đá để tránh hỏa hoạn, nằm sát vách nhau. Nhưng khoảng thời gian tiếp sau, do chính sách bế quan của Mạc phủ Tokugawa cũng những chính sách đàn áp người Nhật Công giáo của chúa Nguyễn, khu phố Nhật ở Hội An dần bị lu mờ. Mặc dù vẫn còn một số nhỏ người Nhật định cư lại đây nhưng người Hoa dần thay thế vai trò của người Nhật trong việc buôn bán.
Khác với người Nhật, những người Hoa biết đến Hội An từ rất sớm, ngày từ thời vùng đất này còn thuộc về vương quốc Chăm Pa. Đến thời kỳ người Việt thay thế người Chăm, những thương nhân Trung Hoa vẫn tiếp tục tới buôn bán vì các tỉnh miền Nam của Trung Quốc rất cần các mặt hàng muối, vàng, quế... Mặc dù vậy, trong suốt thời kỳ tiền Hội An, người Hoa chỉ tới buôn bán rồi trở về, không ở lại định cư, lập phố xá. Phải sau loạn Minh Thanh xảy ra khoảng giữa thế kỷ 17, đặc biệt sau khi nhà Minh bị thất thủ, rất nhiều người Hoa di cư tới Trung Bộ Việt Nam và xây dựng nên nhiều cộng đồng Minh Hương Xã. Tại Hội An, người Hoa tới lưu trú ngày một nhiều và thế chân người Nhật nắm quyền buôn bán. Cảng thị Hội An khi đó là nơi tập trung nhiều nhất hàng hóa ngoại quốc. Khu phố dọc bờ sông, được gọi khu Đại Đường, kéo dài 3, 4 dặm. Các cửa hàng hai bên phố không khi nào rảnh rỗi. Dân cư ở đây phần lớn là người Phúc Kiến, mọi người ăn vận theo trang phục của nhà Minh. Nhiều người Trung Quốc tới định cư để buôn bán đã kết hôn với những phụ nữ bản địa. Bên cạnh những người Hoa nhập quốc tịch Việt Nam, nhiều người Hoa khác vẫn giữ quốc tịch Trung Quốc mà người Việt thường gọi là Khách trú. Năm 1695, sứ giả người Anh Thomas Bowyear của Công ty Đông Ấn Anh đến đàm phán với chúa Nguyễn về việc xây dựng một khu cư trú tại Hội An. Việc thương thảo tuy không thành, nhưng cũng đã để lại một ghi chép:
| “ | Khu phố Faifo này có một con đường nằm sát với sông. Hai bên đường có khoảng 100 ngôi nhà xây dựng san sát nhau. Ngoại trừ khoảng bốn năm ngôi nhà là của người Nhật còn lại toàn bộ là của người Hoa. Trước kia, người Nhật đã từng là cư dân chủ yếu của khu phố này và là chủ nhân phần lớn của các hoạt động thông thương ở bến cảng Hội An. Bây giờ, vai trò thương nghiệp chính đã chuyển sang cho người Hoa. So với thời kỳ trước thì không được sầm uất, nhưng hàng năm ít nhất cũng có từ 10 đến 12 tàu của các nước Nhật Bản, Quảng Đông, Xiêm, Campuchia, Manila, và có cả tàu của Indonesia cũng đến cảng thị này. | ” |

#### Thời kỳ suy vong

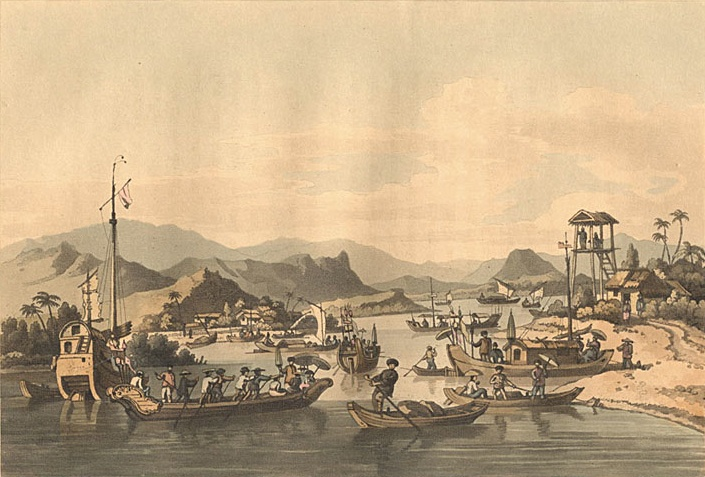
Bến sông Hội An cuối thế kỷ 18

Thế kỷ 18, khi cuộc khởi nghĩa Tây Sơn diễn ra ở miền Nam, chúa Trịnh đánh chiếm Quảng Nam dinh năm 1775, cảng thị Hội An rơi vào cảnh chiến tranh loạn lạc. Sau khi chiếm được Hội An, quân Trịnh đã triệt phá những nhà cửa thuộc khu vực thương mại, chỉ để lại các công trình tín ngưỡng. Nhiều nhân vật quan trọng của dòng họ Nguyễn cùng những thương gia người Hoa giàu có đã di cư vào miền Nam, mang theo của cải và lập nghiệp tại Sài Gòn - Chợ Lớn, để lại một Hội An điêu tàn, đổ nát. Năm 1778, một người Anh Charles Chapman đi qua đây sau thời Tây Sơn đã ghi lại: "Khi tới Hội An, thành phố lớn này chẳng còn lại là bao những khu phố được quy hoạch quy củ với những ngôi nhà xây bằng gạch, đường lát đá mà chỉ thấy một cảnh hoang tàn làm cho ta cảm thấy xót xa. Trời ơi, những công trình ấy bây giờ chỉ còn đọng lại trong ký ức mà thôi." Khoảng 5 năm sau, cảng thị Hội An mới dần dần hồi sinh, hoạt động thương mại được phục hồi nhưng không được như trước. Người Việt cùng người Hoa cùng xây lại thành phố từ những đống đổ nát cũ, những ngôi nhà mới mọc lên theo kiến trúc của họ và vô tình, dấu vết của khu phố Nhật Bản đã bị xóa đi mãi mãi.
Thế kỷ 19, cửa sông Cửa Đại ngày càng bị thu hẹp lại và con sông Cổ Cò cũng bị phù sa bồi lấp, khiến các thuyền lớn không còn ghé được cảng Hội An. Bên cạnh đó, triều đình nhà Nguyễn cũng thực hiện chính sách đóng cửa, hạn chế quan hệ với nước ngoài, đặc biệt các quốc gia phương Tây. Từ đó, Hội An dần suy thoái, mất đi vị thế cảng thị quốc tế quan trọng. Mặc dù vậy, với vai trò một trung tâm thương nghiệp lớn, thành phố vẫn được phát triển, những con đường mới về phía Nam dòng sông được xây dựng và các khu phố được mở rộng thêm. Năm Minh Mạng thứ 5, nhà vua có qua Hội An, nhận thấy nơi đây không còn sầm uất như xưa, nhưng vẫn hưng thịnh hơn các thị trấn khác của người Việt. Năm 1888, khi Đà Nẵng trở thành nhượng địa của Pháp, nhiều người Hoa tới đó để bỏ vốn lập các cơ sở vận tải, thương mại, một số khác tiếp tục duy trì hoạt động kinh doanh ở cả Hội An và Đà Nẵng. Nhưng do giao thông đường thủy ngày càng trở nên khó khăn, cùng với chính sách phát triển Đà Nẵng của người Pháp, hoạt động thương nghiệp ở Hội An dần bị đình trệ. Mặc dù vậy, phần lớn các kiến trúc nhà ở trong khu phố cổ, các hội quán còn lại đến ngày nay đều có hình dáng được tạo nên từ giai đoạn này.
Đầu thế kỷ 20, tuy mất đi vai trò cảng thị quan trọng, hoạt động buôn bán ở Hội An chưa khi nào chấm dứt và nơi đây vẫn là thị xã, thủ phủ của tỉnh Quảng Nam. Khi tỉnh Quảng Nam-Đà Nẵng được thành lập vào năm 1976, thành phố Đà Nẵng trở thành tỉnh lỵ của tỉnh mới, Hội An rơi vào một thời kỳ bị quên lãng. Chính nhờ sự thay đổi vai trò trong lịch sử, cộng với nhiều yếu tố khác nên Hội An đã may mắn tránh được sự biến dạng của quá trình đô thị hóa mạnh mẽ ở Việt Nam trong thế kỷ 20. Từ thập niên 1980, Hội An bắt đầu nhận được sự chú ý của các học giả Việt Nam, Nhật Bản và phương Tây. Tại kỳ họp lần thứ 23 từ 29 tháng 11 đến 4 tháng 12 năm 1999 ở Marrakech, Tổ chức Giáo dục Khoa học và Văn hóa Liên Hợp Quốc đã ghi tên Hội An vào danh sách các di sản thế giới. Đô thị cổ Hội An dần phồn vinh trở lại nhờ những hoạt động du lịch.

## Kiến trúc

### Khu phố cổ

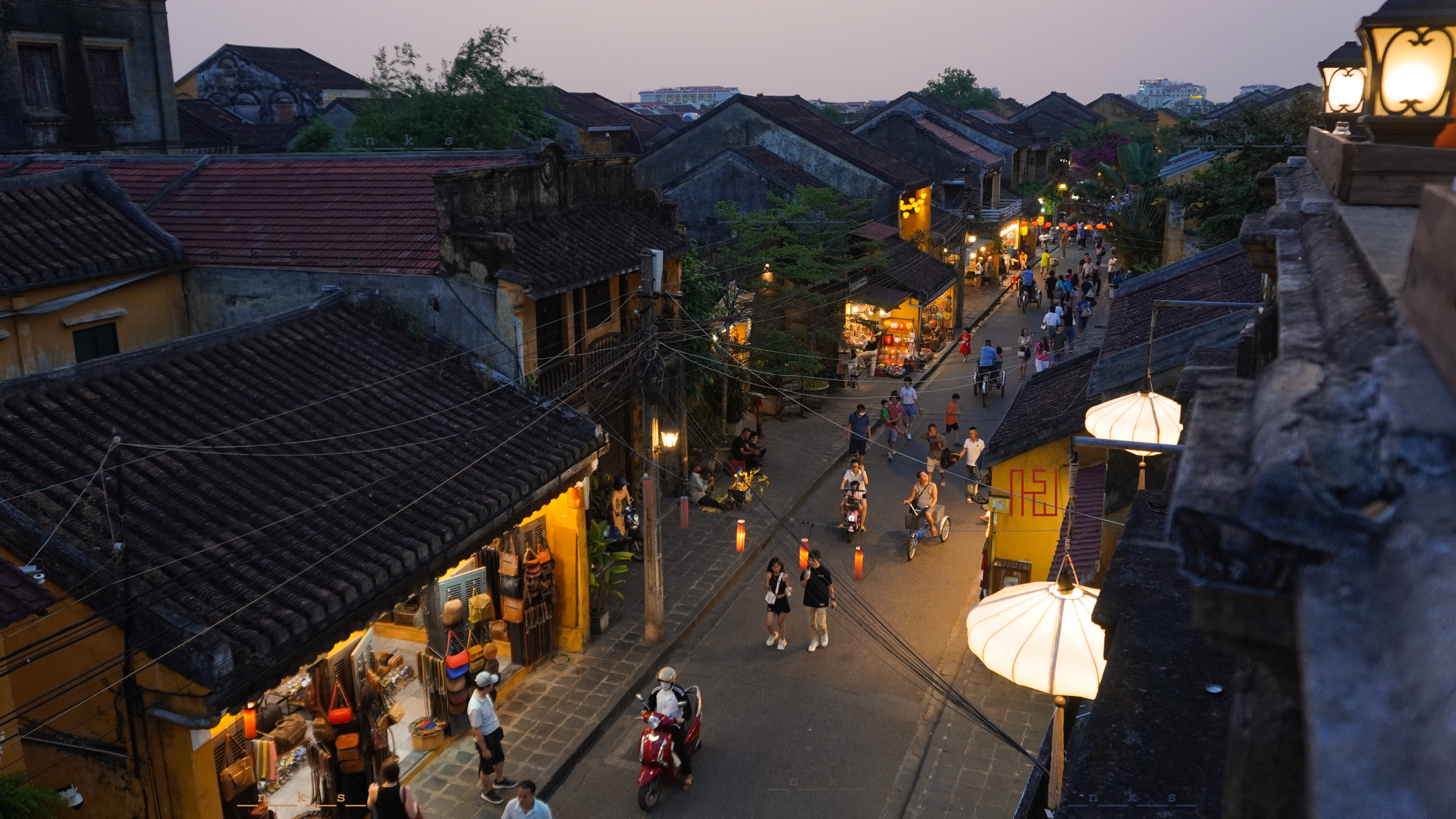
Khu phố cổ

Khu phố cổ nằm trọn trong phường Minh An, diện tích khoảng 2 km², với những con đường ngắn và hẹp, có đoạn uốn lượn, chạy dọc ngang theo kiểu bàn cờ. Nằm sát với bờ sông là đường Bạch Đằng, tiếp đó tới đường Nguyễn Thái Học rồi đường Trần Phú nối liền với Nguyễn Thị Minh Khai bởi Chùa Cầu. Do địa hình khu phố nghiêng dần từ Bắc xuống Nam, các con đường ngang Nguyễn Huệ, Lê Lợi, Hoàng Văn Thụ và Trần Quý Cáp hơi dốc dần lên nếu đi ngược vào phía sâu trong phường. Đường Trần Phú xưa kia là con đường chính của thị trấn, nối từ Chùa Cầu tới Hội quán Triều Châu. Vào thời Pháp thuộc, đường này được mang tên Rue du Pont Japonnais, tức Phố cầu Nhật Bản. Ngày nay, đường Trần Phú rộng khoảng 5 mét với nhiều ngôi nhà không có phần hiên, kết quả của lần mở rộng khoảng cuối thế kỷ 19 đầu thế kỷ 20. Hai con đường Nguyễn Thái Học và Bạch Đằng hình thành muộn hơn, đều do bùn đất bồi lấp. Đường Nguyễn Thái Học xuất hiện năm 1840, sau đó được người Pháp đặt tên là Rue Cantonnais, tức Phố người Quảng Đông. Đường Bạch Đằng ra đời năm 1878, nằm sát bờ sông nên xưa kia từng có tên gọi là Đường Bờ Sông. Nằm sâu về phía thành phố, tiếp theo đường Trần Phú là đường Phan Chu Trinh, con đường mới được xây dựng thêm vào khoảng thời gian sau này. Trong khu phố cổ còn nhiều đường hẻm khác nằm vuông góc với đường chính kéo dài ra đến tận bờ sông.

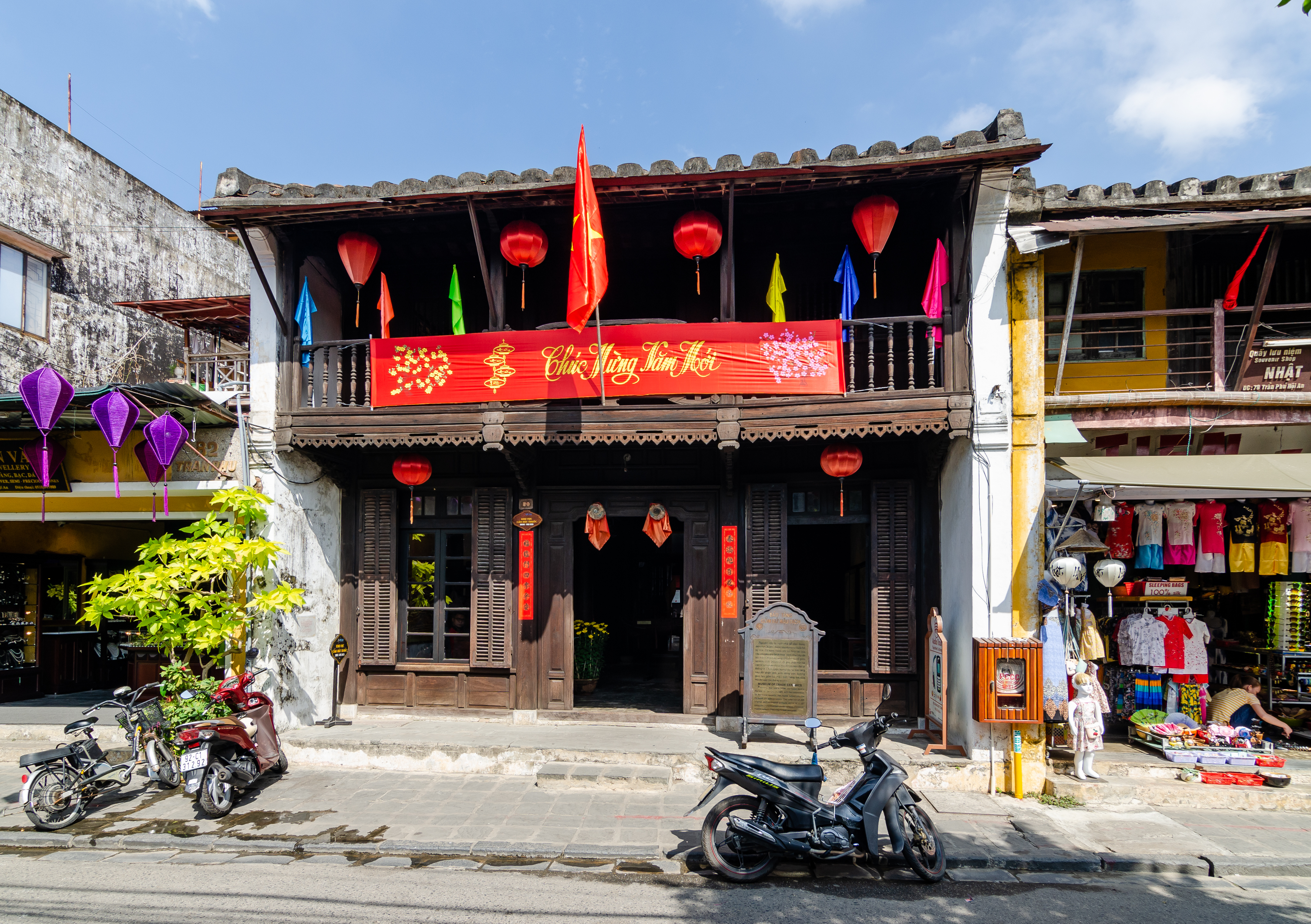
Bảo tàng Gốm sứ Mậu dịch trang trí mừng Tết Nguyên đán.

Đường Trần Phú là con đường chính, nơi tập trung nhiều nhất những công trình kiến trúc quan trọng, cũng như những ngôi nhà cổ điển hình cho kiến trúc Hội An. Nổi bật nhất trong số này là các hội quán do người Hoa xây dựng để tưởng nhớ đến quê hương của họ. Nếu bắt đầu từ Chùa Cầu, sẽ thấy năm hội quán trên đường Trần Phú, tất cả đều bên số chẵn: Hội quán Quảng Đông, Hội quán Trung Hoa, Hội quán Phúc Kiến, Hội quán Quỳnh Phủ và Hội quán Triều Châu. Ở góc đường Trần Phú và Nguyễn Huệ là miếu Quan Công, di tích đặc trưng cho kiến trúc đền miếu của người Minh Hương ở Việt Nam. Ngay sát miếu về phía Bắc, có thể thấy Bảo tàng Lịch sử - Văn hóa Hội An, nguyên trước đây là ngôi chùa Quan Âm của dân làng Minh Hương. Bảo tàng văn hóa Sa Huỳnh và Bảo tàng Gốm sứ Mậu dịch cũng nằm trên con đường này. Theo đường Trần Phú, đi qua Chùa Cầu sẽ dẫn tới đường Nguyễn Thị Minh Khai. Những ngôi nhà truyền thống ở đây được tu bổ và bảo tồn rất tốt, phần lối đi bộ hai bên được lát gạch đỏ, phía cuối đường là vị trí của đình Cẩm Phô. Phía Tây đường Nguyễn Thái Học có một dãy phố được hình thành bởi những ngôi nhà có kiến trúc mặt tiền kiểu Pháp, còn phần phía Đông là khu phố mua bán nhộn nhịp với những ngôi nhà kiểu hai tầng, diện tích lớn. Bảo tàng Văn hóa Dân gian Hội An nằm ở số 33 của con đường này là ngôi nhà cổ lớn nhất khu phố cổ, có chiều dài 57 mét, chiều ngang 9 mét. Trong mùa mưa bão, đường Nguyễn Thái Học và khu vực xung quanh thường bị ngập lụt, dân cư phải sử dụng thuyền để đi mua sắm và đến các quán ăn. Khu phố phía Đông phố cổ từng là khu phố của người Pháp. Trên đường Phan Bội Châu, dãy phố phía Tây được xây dựng san sát những ngôi nhà với mặt đứng kiểu châu Âu, đa số một tầng. Nơi đây từng là nhà ở của các công chức dưới thời Pháp thuộc.

### Kiến trúc truyền thống

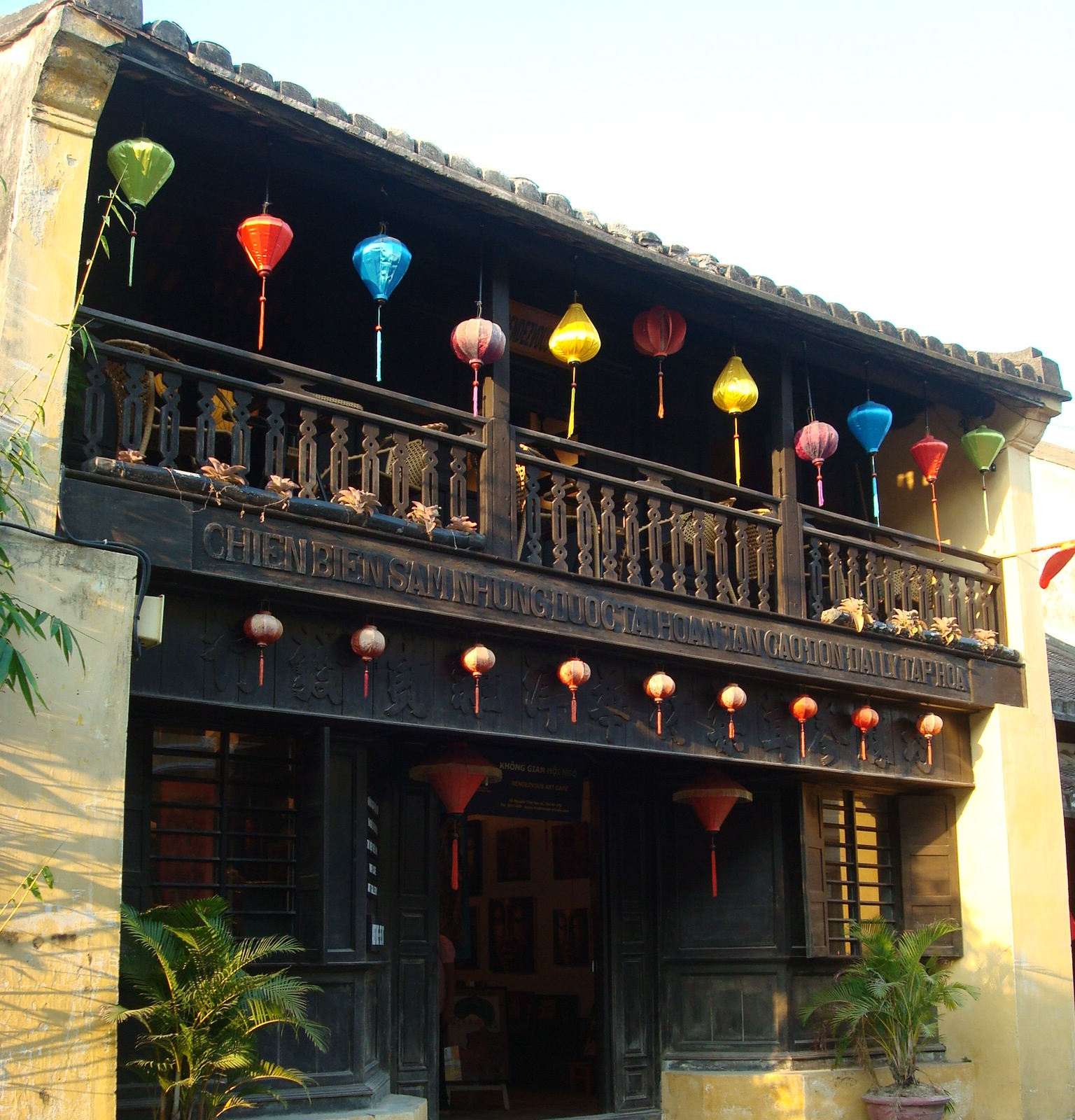
Một ngôi nhà hai tầng vách gỗ có ban công

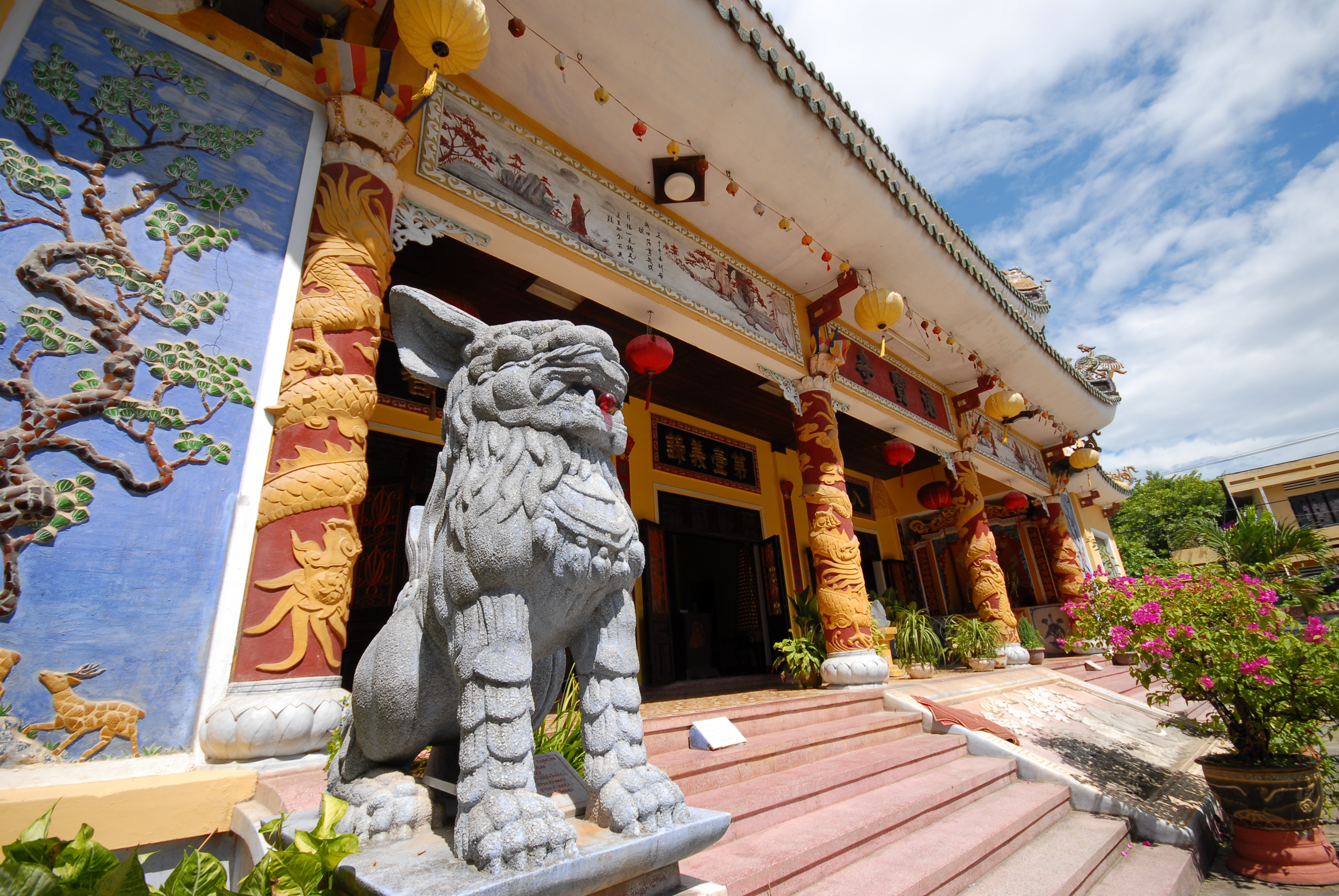
Thềm nhà

Kiểu nhà ở phổ biến nhất ở Hội An chính là những ngôi nhà phố một hoặc hai tầng với đặc trưng chiều ngang hẹp, chiều sâu rất dài tạo nên kiểu nhà hình ống. Những vật liệu chính dùng để xây dựng nhà ở đây đều có sức chịu lực và độ bền cao do đặc điểm khí hậu khắc nghiệt và bão lụt hàng năm của vùng này. Thông thường, các ngôi nhà có kết cấu kiểu nhà khung gỗ, hai bên có tường gạch ngăn cách. Khuôn viên trung bình của các ngôi nhà có chiều ngang khoảng 4 đến 8 mét, chiều sâu khoảng 10 đến 40 mét, biến thiên theo từng tuyến phố. Bố cục mặt bằng phổ biến của những ngôi nhà ở đây gồm: vỉa hè, hiên, nhà chính, nhà phụ, hiên, nhà cầu và sân trong, hiên, nhà sau ba gian, vườn sau. Thực chất, nhà phố ở Hội An bao gồm nhiều nếp nhà bố trí theo chiều sâu và cấu thành không gian kiến trúc gồm 3 phần: không gian buôn bán, không gian sinh hoạt và không gian thờ cúng. Cách phân chia này phù hợp với mặt bằng hẹp và kết hợp nhiều công năng của ngôi nhà. Có thể nhận thấy đây là một sản phẩm kiến trúc mang tính văn hóa khu vực.
Ở không gian nhà chính, hệ thống 16 cây cột phân bố 4 x 4 tạo thành phân vị chiều ngang và chiều sâu theo cấu trúc 3 x 3 gian, trong đó 4 cột trung tâm cao hơn hẳn các cột còn lại. Đây chính là không gian dành cho buôn bán với gian đầu từ đường vào là chỗ bán hàng, gian kế tiếp là kho hàng hóa được ngăn bằng vách, gian thứ ba bố trí nhà thờ quay mặt vào bên trong. Điểm đặc biệt này là một đặc trưng rất quan trọng của nhà phố Hội An, dù đôi khi cũng có trường hợp bàn thờ quay ra phía đường. Bên cạnh các nhà chính phổ biến dạng 3 x 3 gian, một số ít ngôi nhà khác có nhà chính rộng hoặc hẹp hơn, kiểu 3 x 2 gian hoặc 3 x 5 gian. Không gian tiếp theo nhà chính là nhà phụ, thường thấy ở những ngôi nhà hai tầng có chiều cao thấp. Khoảng không gian mở này vừa được tiếp nối với mặt đường, vừa tách biệt với những hoạt động buôn bán phía ngoài, lại có thể tiếp nhận ánh sáng của sân trời, được dùng làm nơi gia chủ tiếp khách. Nhà cầu và sân trong là không gian được chia hai phần theo chiều dọc, có kết cấu độc lập với nhà trước và nhà sau, mang chức năng chuyển tiếp. Phần sân trời được lát đá, trang trí bể nước, non bộ, cây cảnh, giúp ngôi nhà thoáng và hòa hợp với thiên nhiên hơn. Ngược lại, phần nhà cầu có mái nối liền nhà trước với nhà sau thành một cơ cấu liên tục, rất phù hợp với điều kiện khí hậu nhiều mưa và nắng nóng ở đây. Dù trong bất kỳ điều kiện thời tiết nào, mọi sinh hoạt trong nhà vẫn có thể diễn ra bình thường. Nhà sau là không gian sinh hoạt của cả gia đình, được ngăn buồng bằng các vách gỗ. Phía sau nhà sau còn một khoảng không gian nữa, dành cho bếp, nhà vệ sinh và các chức năng phụ khác. Đối với một ngôi nhà thông thường, không gian thờ cúng chỉ chiếm một phần nhỏ, nhưng luôn được dành riêng một vị trí quan trọng. Để các công năng buôn bán, vận chuyển hàng hóa, sinh hoạt không bị cản trở, ban thờ thường được chuyển lên gác lửng. Ở những ngôi nhà một tầng, ban thờ được đặt ở phần mái phụ của nhà trước hoặc trung tâm nhà sau. Trong những ngôi nhà hai tầng, toàn bộ tầng hai của nhà chính thường được dùng làm kho hàng và ban thờ cũng được bố trí ở tầng này.
Những ngôi nhà ở Hội An hầu hết được làm theo dạng hai mái, đa số nhà chính và nhà phụ không chung một mái mà là hai nếp mái kế tiếp nhau. Rất ít trường hợp mái nhà chính phủ lên cả phần nhà phụ. Ngược lại, đa số nhà cầu được lợp theo kiểu bốn mái. Trên mặt bằng tổng thể thì nhà trước, nhà cầu và nhà sau được lợp bằng những mái riêng biệt. Ngói ở Hội An là loại ngói làm từ đất, mỏng, nung thô, mang hình vuông, mỗi cạnh khoảng 22 cm và có dạng hơi cong. Khi lợp, đầu tiên người ta xếp một hàng ngói ngửa lên và sau đó tiếp tới một hàng ngói úp xuống. Cách lợp này được gọi là kiểu lợp ngói âm dương. Khi lợp xong mái, các viên ngói được cố định bằng vữa, tạo thành những dải ngói nhô lên dọc xuôi theo mái, khiến toàn bộ mái toát nên một vẻ cứng cáp, mạnh mẽ. Ở trên đỉnh mái, phần nóc mái được xây cao lên hình chữ nhật như một cái hộp, cũng có một số trường hợp hai bên tường hồi cũng được xây cao hẳn làm cho toàn bộ tổng thể dường như bị mất cân đối. Hình thức và cách trang trí của tường hồi luôn gây một ấn tượng mạnh và là yếu tố tạo ra giá trị rất riêng của phố cổ Hội An.
| Phân loại nhà phố theo mặt đứng  | Phân loại nhà phố theo mặt đứng       | Phân loại nhà phố theo mặt đứng |
| Nhóm                             | Phân bổ                               | Niên đại                        |
| -------------------------------- | ------------------------------------- | ------------------------------- |
| Nhà một tầng vách gỗ             | Trần Phú, Lê Lợi                      | Thế kỷ 18 và thế kỷ 19          |
| Nhà hai tầng có mái hiên         | Trần Phú, Nguyễn Thị Minh Khai        | Cuối thế kỷ 19, đầu thế kỷ 20   |
| Nhà hai tầng vách gỗ có ban công | Nguyễn Thái Học, Nguyễn Thị Minh Khai | Cuối thế kỷ 19, đầu thế kỷ 20   |
| Nhà hai tầng tường gạch          | Nguyễn Thái Học, Trần Phú             | Cuối thế kỷ 19, đầu thế kỷ 20   |
| Nhà hai tầng kiến trúc Pháp      | Nguyễn Thái Học                       | Đầu thế kỷ 20                   |

### Các di tích kiến trúc
Mặc dù phần lớn các ngôi nhà phố của Hội An ngày nay được hình thành vào thời kỳ thuộc địa, nhưng trong khu phố cổ vẫn gìn giữ được nhiều di tích phản ánh các giai đoạn lịch sử hình thành, hưng hịnh và suy tàn của đô thị. Các loại hình kiến trúc từ thế kỷ 16 đến đầu thế kỷ 18 thường mang chức năng có bản, bị tác động bởi nền kinh tế, yếu tố cảng thị của Hội An khi đó. Tiêu biểu cho giai đoạn này là những bến thuyền, giếng nước, chùa chiền, đền miếu, cầu, mộ, những nhà thờ tộc và các thương điếm. Từ thế kỷ 18, Hội An không còn vị trí thương cảng bậc nhất nữa. Thời kỳ này xuất hiện phổ biến những văn miếu, văn chỉ, đình, nhà thờ và đặc biệt là các hội quán. Qua sự phân bố, quy mô, hình thức, chức năng của các công trình kiến trúc, có thể thấy sự chuyển đổi của Hội An trong giai đoạn này. Thời kỳ Pháp thuộc, cũng như nhiều đô thị khác của Việt Nam, Hội An chịu ảnh hưởng sâu đậm của kiến trúc Pháp. Những ngôi nhà mang phong cách thuộc địa xuất hiện nhiều và tập trung trên một tuyến phố. Sự đan xen phong cách kiến trúc Pháp giữa những ngôi nhà cổ truyến thống là hệ quả của một lối sống phương Tây đã xuất hiện trong đời sống của cư dân Hội An. Các công trình thời kỳ này giữ được vẻ hài hòa trong ngôn ngữ kiến trúc, mềm dẻo trong trang trí, phù hợp với không gian đô thị, mang lại cho Hội An một dáng vẻ mới. Theo thống kê tháng 12 năm 2000, Di sản thế giới Hội An có 1360 di tích gồm 1068 nhà cổ, 11 giếng nước cổ, 38 nhà thờ tộc, 19 ngôi chùa, 43 miếu thờ thần, 23 đình, 44 mộ cổ loại đặc biệt và 1 cây cầu. Khoảng hơn 1100 di tích trong số này nằm trong khu vực đô thị cổ.

#### Chùa, đền miếu

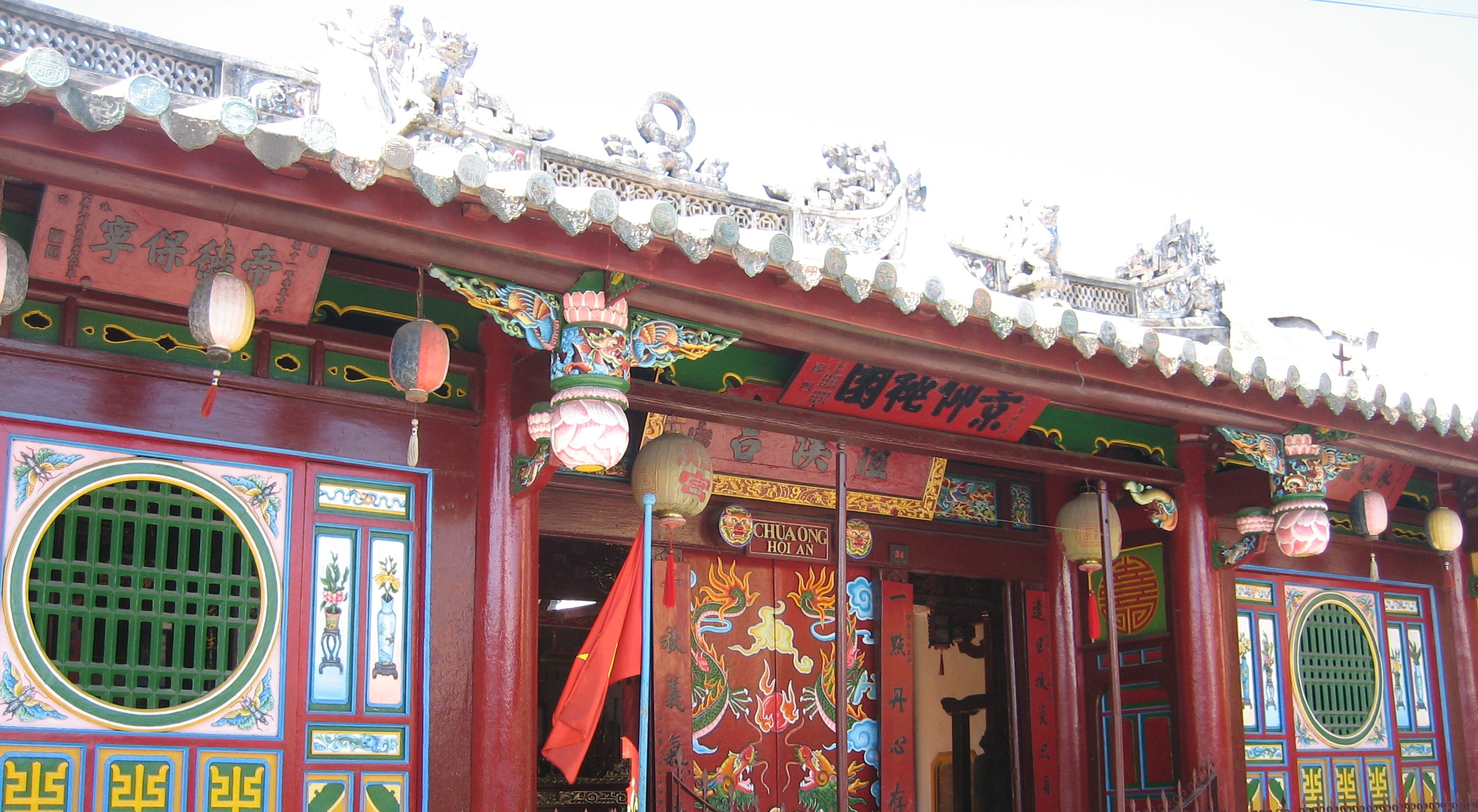
Miếu Quan Công

Hội An từng là một trung tâm của Phật giáo sớm của Đàng Trong với đa số các ngôi chùa theo dòng Phật giáo Nam truyền. Nhiều ngôi chùa ở đây có niên đại khởi dựng khá sớm, nhưng hầu hết kiến trúc gốc đã bị thay đổi, thậm chí mai một qua những biến thiên của lịch sử và những lần trùng tu. Ngôi chùa sớm nhất được biết đến là chùa Chúc Thánh, tương truyền có gốc gác từ năm 1454, nằm cách trung tâm khu phố cổ khoảng 2 km về phía Bắc. Nơi đây vẫn lưu giữ nhiều di vật, tượng thờ, bia ký liên quan đến quá trình du nhập và phát triển của Phật giáo ở Đàng Trong. Ngoại ô khu phố cổ còn nhiều ngôi chùa khác như Phước Lâm, Vạn Đức, Kim Bửu, Viên Giác... mang niên đại muộn hơn. Giai đoạn đầu thế kỷ 20 cũng là thời kỳ ra đời của nhiều ngôi chùa mới, nổi bật trong số này là chùa Long Tuyền hoàn thành vào năm 1909. Bên cạnh những ngôi chùa tách khỏi làng xóm, nằm ven những dòng chảy cổ, ở Hội An còn có các ngôi chùa làng gắn với những quần cư như một thành phần hữu cơ của tổng thể làng xóm. Điều này phản ánh giới tu hành gắn bó với thế tục và chứng tỏ Minh Hương Xã ở đây đã có một thiết chế văn hóa sinh hoạt cộng đồng khá mạnh. Trong khu phố cổ, Bảo tàng Lịch sử - Văn hóa Hội An nguyên trước đây là ngôi chùa thờ Phật bà Quan Âm do người Việt và người Minh Hương khởi dựng vào khoảng thế kỷ 17.

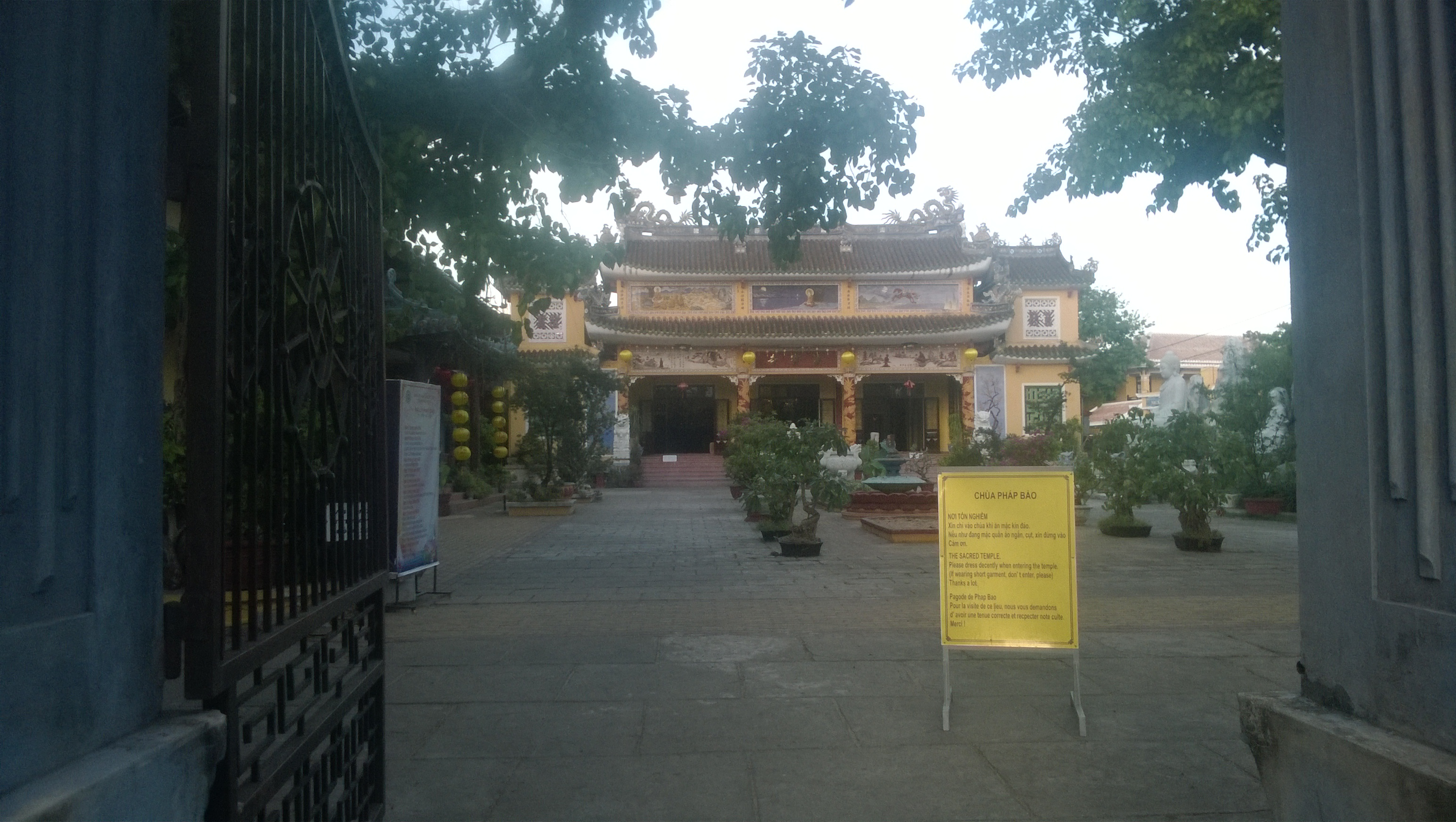
Chùa Pháp Bảo

Các công trình đền miếu ở Hội An mang chức năng chính là nơi thờ cúng các vị tiên hiền có công sáng lập phố, hội và Minh Hương Xã. Loại hình kiến trúc này thường có hình thức đơn giản, nằm ngay trong làng xóm, bố cục mặt bằng 1 x 3 gian tường gạch chịu lửa, mái ngói âm dương với ban thờ được đặt ở gian chính giữa. Tiêu biểu nhất cho loại hình kiến trúc này chính là miếu Quan Công, còn được gọi là Chùa Ông, nằm trong trung tâm khu phố cổ, số 24 đường Trần Phú. Công trình được người Minh Hương và người Việt khởi dựng vào năm 1653, thờ Quan Công, vị tướng thời Tam Quốc, biểu tượng của trung hiếu, tiết nghĩa. Tuy đã qua nhiều lần trùng tu, miếu Quan Công vẫn không mất đi dáng vẻ ban đầu. Toàn bộ miếu bao gồm nhiều nếp nhà với các mái lợp bằng ngói ống men màu xanh lục, kết cấu gồm ba phần: tiền sảnh, sân trời và hậu sảnh. Ở phần tiền sảnh, công trình nổi bật với màu sơn đỏ, những trang trí cầu kỳ, mái ngói vững trãi và hai cánh cửa chính lớn chạm nổi đôi rồng màu xanh đang uốn mình trong mây. Hai bên, sát với tường là chiếc chuông đồng nặng trên nửa tấn và chiếc trống lớn đặt trên giá gỗ do vua Bảo Đại ban tặng. Tiếp đó đến phần sân trời, khoảng trống lộ thiên trang chí các hòn non bộ, tạo cho miếu vẻ sáng sủa, thoáng mát. Hai bên sân trời là hai nếp nhà dọc Đông, Tây. Một bia gắn vào tường nhà Đông ghi lại lần trùng tu miếu đầu tiên vào năm 1753. Chính điện nằm ở hậu sảnh, nếp nhà sau cùng, là nơi đặt hương án thờ Quan Công. Tượng Quan Công cao gần 3 mét, mặt đỏ, mắt phượng, râu dài, mặc áo bào màu xanh lục, tọa trên mình con ngựa bạch đang quỳ. Hai bên là tượng Quan Bình và Châu Thương, hai người con nuôi, cũng là hai võ quan trung thành của Quan Công. Trước đây, miếu Quan Công là trung tâm tín ngưỡng của các thương gia Hội An, nơi chứng giám, tạo niềm tin cho các thương gia trong những cuộc giao kèo thương mại. Ngày nay, vào ngày 13 tháng 1 và 24 tháng 6 âm lịch hàng năm, lễ hội Chùa Ông được tổ chức thu hút rất đông tín đồ và dân chúng tới dự.

#### Nhà thờ tộc
Tại Hội An, cũng như nhiều địa phương khác của Việt Nam, các dòng họ đều có nơi thờ cúng tổ tiên, được gọi là miếu tộc hay nhà thờ họ. Đây là một dạng kiến trúc nhà ở đặc biệt, của những dòng họ lớn có công lập làng dựng phố từ thời kỳ sơ khai của Hội An và truyền lại cho con cháu làm nơi thờ tự tổ tiên. Những dòng họ nhỏ, nhà thờ họ kết hợp với nhà ở của vị trưởng họ có nguồn gốc từ Trung Hoa. Hậu duệ về sau có trách nhiệm hương khói và tu sửa kiến trúc tùy theo tình trạng ngôi nhà. Phần lớn các nhà thờ họ tập trung ở khoảng giữa hai đường Phan Chu Trinh và Lê Lợi, một số ít rải rác trên đường Nguyễn Thị Minh Khai hay nằm ngay sau những ngôi nhà phố trên đường Trần Phú. Các nhà thờ tộc có niên đại sớm nhất hầu hết của người Hoa kiều, vào đầu thế kỷ 17, số có niên đại thế kỷ 18 chỉ chiếm một phần nhỏ. Khác với những nhà thờ tộc ở thôn quê, nhà thờ họ ở Hội An thường mang phong cách đô thị. Vì là nơi thờ tự nên nhà thờ tộc được xây dựng theo dạng khuôn viên, có bố cục và kết cấu chặt chẽ, bao gồm cả sân vườn, cổng, tường rào, nhà phụ... Nhiều nhà thờ họ ở đây có quy mô và kiến trúc rất đẹp, như nhà thờ tộc Trần, nhà thờ tộc Trương, nhà thờ tộc Nguyễn hay nhà thờ Tiền hiền Minh Hương.
Nhà thờ tộc Trần nằm ở số 21 đường Lê Lợi, được xây dựng vào đầu thế kỷ 19. Cũng giống như các nhà tộc khác ở Hội An, nhà thờ tọa sâu trong một khuôn viên rộng khoảng 1500 m², tường cao bao quanh, sân trước trồng cây cảnh, hoa, cây ăn quả. Ngôi nhà có kiến trúc chịu ảnh hưởng từ Trung Quốc, Nhật Bản và Việt Nam, dựng từ gỗ quý, 3 gian 2 nếp, mái dốc lợp ngói âm dương. Không gian trong nhà được chia làm hai phần, phần chính để thờ cúng, phần phụ là nơi ở của vị trưởng tộc và tiếp khách. Gian thờ cúng có ba cửa ra vào, trong đó cửa bên phải dành cho nữ, bên trái dành cho nam, cửa chính ở giữa dành cho những người cao tuổi có vai vế trong họ và chỉ mở vào dịp lễ tết. Trên bàn thờ, các hộp nhỏ đựng di vật và tiểu sử những người họ Trần xếp theo vai vế trong dòng tộc. Trong ngày lễ hay giỗ kỵ, vị trưởng tộc sẽ mở những hộp gỗ này để tưởng nhớ đến người quá cố. Phía sau ngôi từ đường có một vạt đất cao dùng để chôn những núm nhau của các thành viên trong tộc khi sinh ra. Cũng trên vạt đất này, phía sau còn trồng một cây khế, tượng trưng cho sự gắn bó với quê hương đất tổ của các thế hệ con cháu trong họ.

#### Hội quán

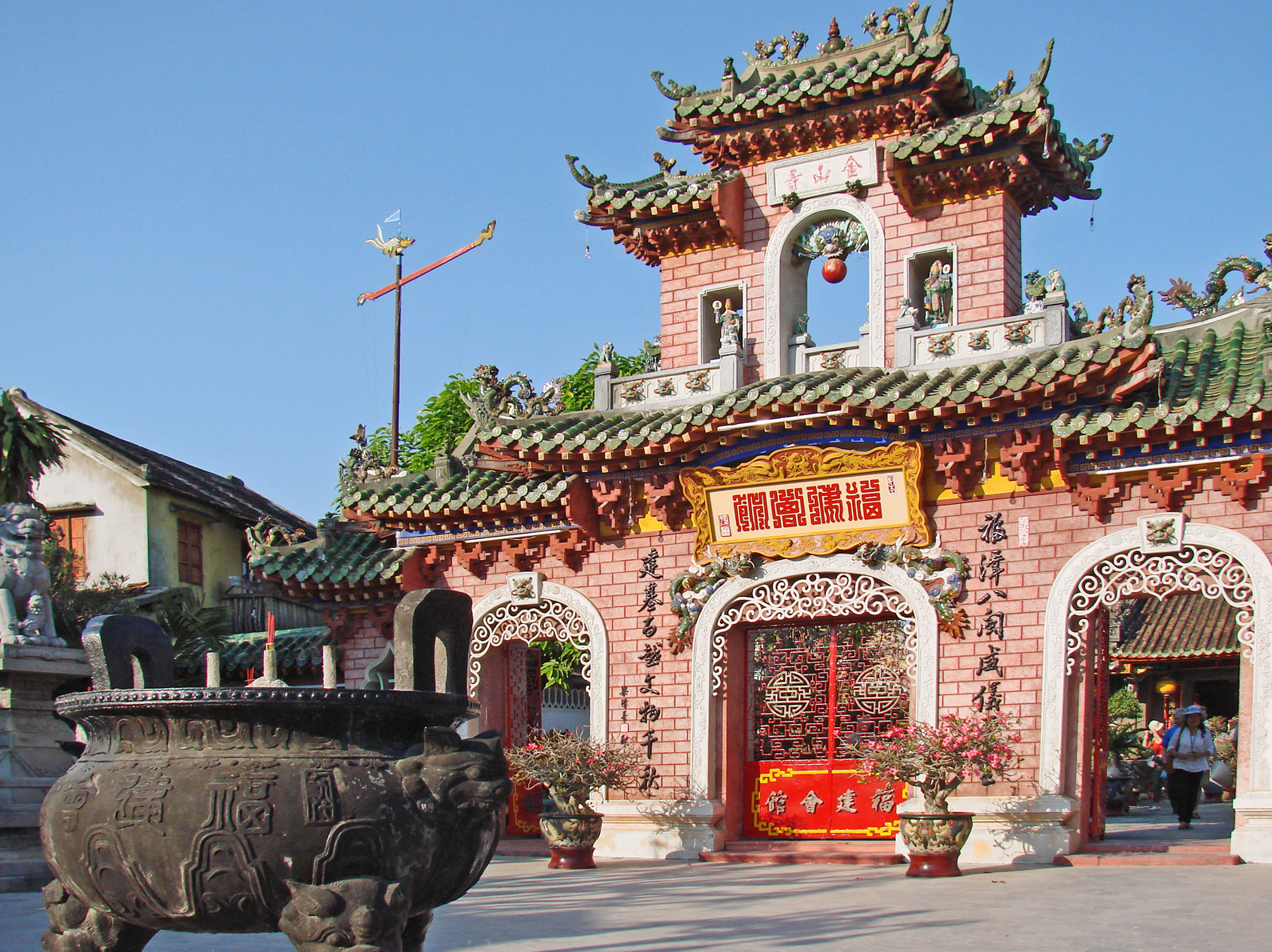
Hội quán Phúc Kiến

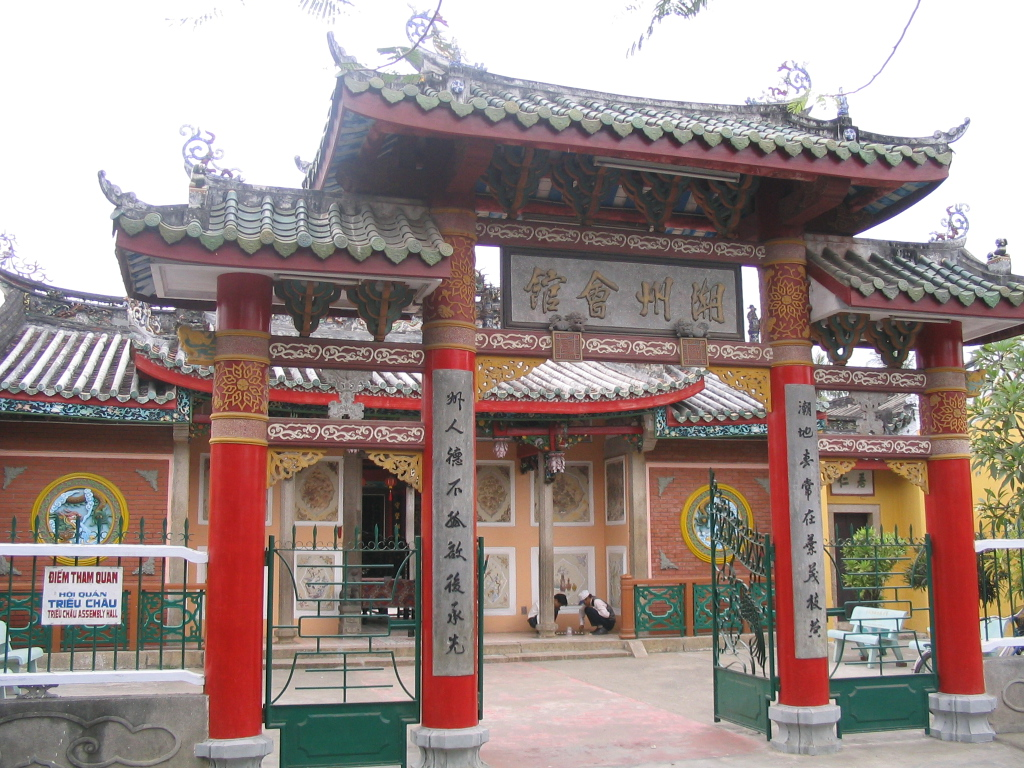
Hội quán Triều Châu

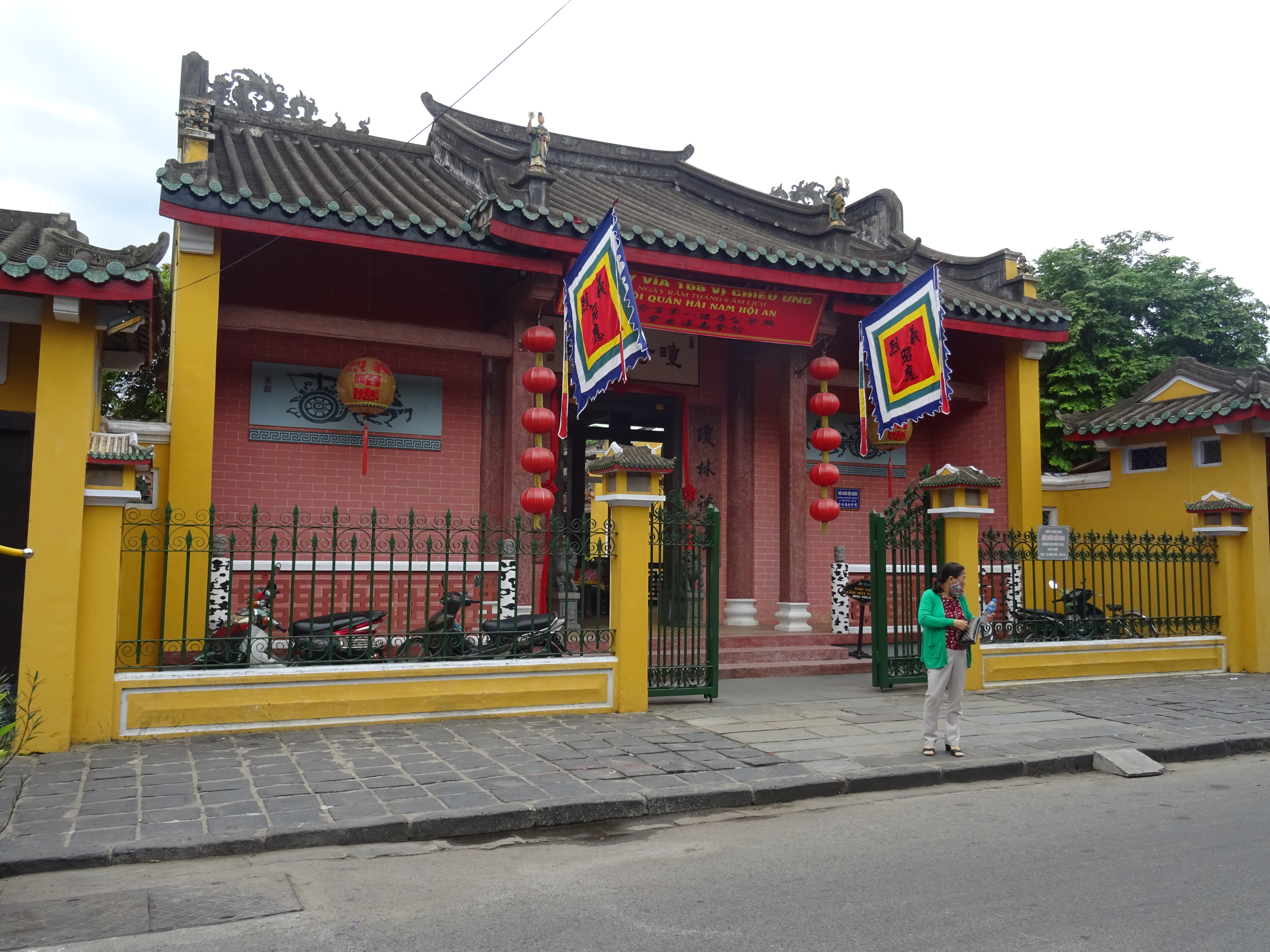
Hội quán Hải Nam

Một trong những đặc tính nổi trội của người Hoa là bất cứ nơi cư trú nào của họ ở ngoại quốc đều có các hội quán, sản phẩm sinh hoạt cộng đồng dựa trên cơ sở những người đồng hương. Tại Hội An ngày nay vẫn tồn tại 5 hội quán tương ứng với 5 bộ phận dân cư Hoa kiều lớn ở đây: Phúc Kiến, Trung Hoa (Hội quán Ngũ Bang), Triều Châu, Quỳnh Phủ và Quảng Đông. Các hội quán này có quy mô khá lớn, đều nằm trên trục phố Trần Phú và thống nhất hướng chính ra sông Thu Bồn. Về hình thức, các hội quán ở Hội An được xây dựng theo một nguyên mẫu các hội quán vẫn thường gặp ở những đô thị cổ khác. Đó là một tổng thể bao gồm: cổng lớn phía trước, tiếp đến một khoảng sân rộng có trang trí cây cảnh, non bộ và hai nhà phụ thờ Tả thần và Hữu thần, sau đó là phương đình, nơi tiến hành các nghi lễ, kết thúc bởi nhà thờ, kiến trúc lớn nhất của tổng thể. Các hội quán đều được trang trí cầu kỳ, tỷ mỷ với bộ khung gỗ được chạm trổ, sơn son thếp vàng, phần mái tô điểm các con thú bằng sành tráng men nhiều màu. Ngày nay, các hội quán tuy đã bị thay đổi sửa chữa nhiều, nhưng bộ khung gỗ vẫn bảo lưu được nhiều yếu tố gốc. Ngoài chức năng duy trì sinh hoạt cộng đồng, hội quán còn một chức năng quan trọng khác, đó là tín ngưỡng. Tùy theo tục quán tín ngưỡng của từng cộng đồng mà hội quán lấy cơ sở để thờ phụng.
Trong năm hội quán ở Hội An, Phúc Kiến là hội quán lớn nhất, nằm ở số 46 đường Trần Phú. Buổi ban đầu, nơi đây chỉ là một ngôi chùa lợp tranh do người Việt dựng vào năm 1697 để thờ Phật. Qua thời gian, ngôi chùa bị hư hỏng và người Việt không đủ khả năng để sửa chữa. Những thương nhân Phúc Kiến mua lại ngôi chùa vào năm 1759 và sau nhiều lần trùng tu, năm 1792 đổi thành Hội quán Phúc Kiến. Công trình có kiến trúc theo kiểu chữ Tam, kéo dài từ đường Trần Phú đến đường Phan Chu Trinh, theo thứ tự: cổng tam quan, sân, hai dãy nhà Đông Tây, chính điện, sân sau và hậu điện. Cổng tam quan của hội quán mới được xây dựng trong lần trùng tu lớn đầu thập niên 1970. Chiếc cổng có một hệ mái ngoạn mục gồm 7 mái lợp ngói ống men xanh uốn lượn, xếp nối nhau thấp dần xuống, cân xứng giữa hai bên. Phía cao của cổng, dưới tầng mái trên, một tấm bảng trắng có ghi ba chữ Hán màu đỏ "Kim Sơn Tự". Phía dưới tầng mái dưới cũng có một tấm biển đá xanh đề bốn chữ Hán màu đỏ "Hội quán Phúc Kiến". Hai bức tường hai bên cổng tam quan ngăn cách sân trong của hội quán với một sân bên ngoài. Phần chính điện của hội quán được trang trí những cây cột màu đỏ son, treo những đôi liễn gỗ ca tụng Thiên Hậu Thánh Mẫu. Chính điện thờ tượng Quan Thế Âm Bồ Tát đang ngồi thiền, phía trước là một lư hương lớn. Hai bên hương án sẽ thấy hai bức tượng Thiên Lý Nhãn và Thượng Phong Nhĩ, hai vị thần phụ tá cho Thiên Hậu cứu giúp các thuyền buôn người Hoa gặp nạn. Tiếp theo chính điện, băng qua sân sau sẽ tới hậu điện. Ở đây phần chính giữa được dành để thờ sáu vị tướng nhà Minh người Phúc Kiến, bên trái là ban thờ 3 bà chúa Sanh Thai và 12 bà mụ, bên phải là ban thờ Thần Tài. Ngoài ra, hậu điện còn thờ những người đã có công đóng góp tiền của xây dựng hội quán và chùa Kim Sơn. Hàng năm, vào ngày 23 tháng 3 âm lịch, lễ vía Thiên Hậu Thánh Mẫu được người Hoa tổ chức với nhiều hoạt động như múa lân, bán pháo hoa, xộ cỗ, xin lộc... thu hút nhiều người dân Hội An và những vùng khác đến tham dự.
| Các hội quán ở Hội An      | Các hội quán ở Hội An | Các hội quán ở Hội An | Các hội quán ở Hội An | Các hội quán ở Hội An |
| Tên gọi người Hoa          | Tên gọi người Việt    | Địa điểm              | Chủ nhân              | Khởi dựng             |
| -------------------------- | --------------------- | --------------------- | --------------------- | --------------------- |
| Phúc Kiến                  | Chùa Kim An           | 46 Trần Phú           | Phúc Kiến             | 1792                  |
| Trung Hoa hay Dương Thương | Chùa Ngũ Bang         | 64 Trần Phú           | Ngũ Bang              | 1741                  |
| Triều Châu                 | Chùa Ông Bổn          | 92 Nguyễn Duy Hiệu    | Triều Châu            | 1845                  |
| Quỳnh Phủ                  | Chùa Hải Nam          | 10 Trần Phú           | Hải Nam               | 1875                  |
| Quảng Triệu                | Chùa Quảng Đông       | 176 Trần Phú          | Quảng Đông            | 1885                  |

#### Chùa Cầu

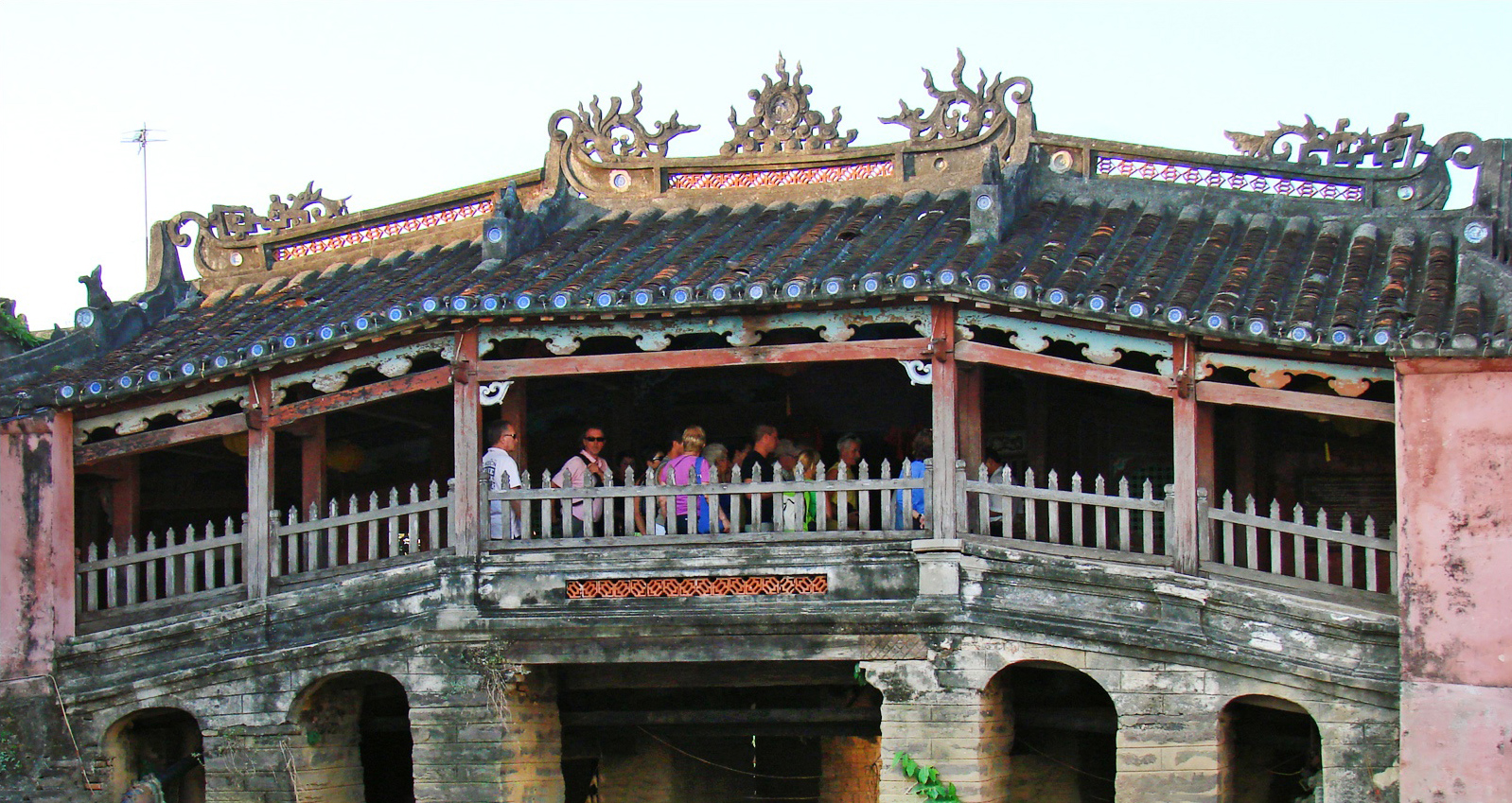
Cầu Nhật Bản

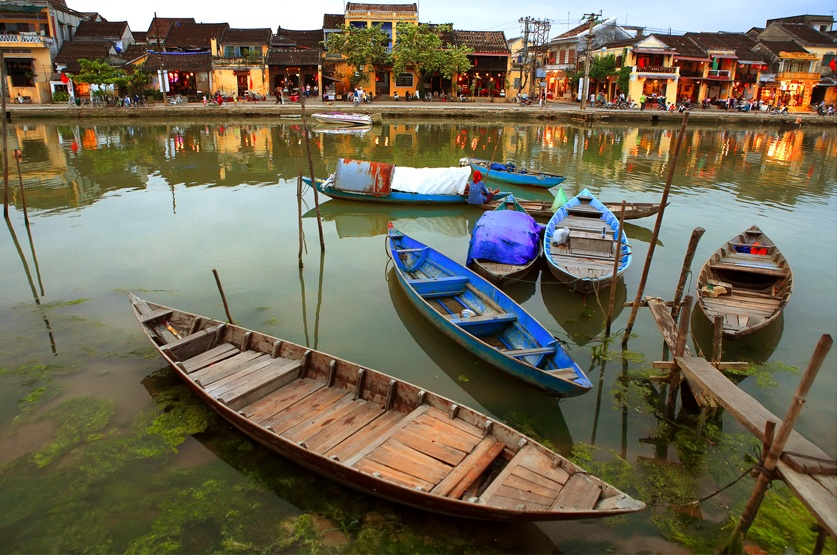
Bến Hội An

Chiếc cầu cổ duy nhất còn lại ở Hội An ngày nay là Chùa Cầu, còn có tên gọi khác là Cầu Nhật Bản. Cây cầu này dài khoảng 18 mét, bắc qua một lạch nước nhỏ chảy ra sông Thu Bồn, nối liền đường Trần Phú với đường Nguyễn Thị Minh Khai. Theo sự tích kể lại thì Cầu Nhật Bản được xây dựng vào năm 1593, nhưng không có một cơ sở chính xác nào để khẳng định điều này. Trong Thiên Nam tứ chí lộ đồ năm 1630, cái tên "Hội An Kiều" và hình ảnh một cây cầu có mái đã xuất hiện. Nhà sư Thích Đại Sán cũng nhắc tới cái tên "Nhật Bản Kiều" trong cuốn Hải ngoại ký sự năm 1695. Trải qua rất nhiều lần trùng tu, hình dáng cây cầu đã bị thay đổi nhiều, dáng vẻ ngày nay được hình thành trong những lần sửa chữa vào thế kỷ 18 và 19. Những trang trí bằng mảnh sứ tráng men hay đĩa sứ là biểu hiện đặc trưng của kiến trúc thời Nguyễn.
Cầu Nhật Bản có một kiến trúc khá độc đáo, kiểu thượng gia hạ kiều, tức trên là nhà dưới là cầu, một loại hình kiến trúc khá phổ biến ở những quốc gia châu Á nhiệt đới. Dù mang tên Cầu Nhật Bản nhưng sau nhiều lần trùng tu, thật khó có thể tìm thấy một chút dấu tích kiến trúc Nhật Bản trên cây cầu này. Nhìn từ bên ngoài, cây cầu nổi bật nhờ hệ mái cong mềm mại nâng đỡ bởi một hệ thống kết cấu gỗ, và phần móng được làm bằng vòm trụ đá. Mặt cầu vồng lên kiểu cầu vồng, được lát ván làm lối qua lại, hai bên có bệ gỗ nhỏ, trước kia làm nơi bày hàng buôn bán. Gắn liền với cầu về phía thượng nguồn là một ngôi chùa rất nhỏ thờ Huyền Thiên đại đế, xây dựng sau cầu khoảng nửa thế kỷ. Ngôi chùa nằm ngay cạnh cầu, ngăn cách bởi một lớp vách gỗ và bộ cửa "thượng song hạ bản", tạo không gian riêng biệt. Trên cửa chùa treo bức hoành màu đỏ với ba chữ "Lai Viễn Kiều" do chúa Nguyễn Phúc Chu ban tặng vào năm 1719 với ý nghĩa cây cầu của những người bạn từ phương xa đến. Ở mỗi đầu cầu, hai bên lối đi đều có hai bức tượng thú, một bên tượng khỉ, bên kia tượng chó. Các tượng đều được chạm bằng gỗ mít trong tư thế ngôi chầu, phía trước mỗi tượng có một bát nhang. Theo truyền thuyết, con thủy quái Mamazu có đầu nằm ở Nhật Bản, đuôi ở Ấn Độ Dương và thân thì ở Việt Nam, mỗi khi cựa mình sẽ gây ra động đất, thiên tai, lũ lụt. Vì vậy những người Nhật đã xây dựng cây cầu cùng tượng Thần Khỉ và Thần Chó để trấn yểm con quái vật. Một thuyết khác cho rằng những bức tượng khỉ và chó xuất hiện trên cầu vì công trình này được khởi dựng vào năm Thân, hoàn thành vào năm Tuất. Cây cầu nhỏ này ngày nay đã trở thành biểu tượng của thành phố Hội An.

## Văn hóa
So với các đô thị khác của Việt Nam, Hội An có những đặc điểm lịch sử và địa lý nhân văn rất riêng biệt. Mảnh đất nơi đây có một lịch sử lâu đời và là nơi gặp gỡ, giao thoa của nhiều nền văn hóa. Đặc điểm đầu tiên có thể nhận thấy ở văn hóa Hội An chính là tính đa dạng. Những người Việt vào cư trú ở Hội An từ cuối thế kỷ 15 chung sống hòa bình với bộ phận dân cư người Chăm vẫn định cư rất lâu từ trước đó. Khi Hội An trở thành thương cảng quốc tế sầm uất, nơi đây đã tiếp nhận nhiều cư dân mới đến từ nhiều nền văn hóa khác nhau. Điều này giúp cho Hội An có được một nền văn hóa nhiều tầng, nhiều lớp và đa dạng, thể hiện ở tất cả các hình thái văn hóa phi vật thể như phong tục tập quán, văn học dân gian, ẩm thực, lễ hội... Một đặc điểm nổi bật khác của văn hóa Hội An là tính bình dân. Khác với Huế, kinh thành cũ, nơi nhiều di sản văn hóa mang tính chất cung đình, hệ thống di tích của Hội An là những thiết chế văn hóa cổ truyền của cuộc sống đời thường. Ở Hội An, văn hóa phi vật thể vẫn đang sống và tương thích với hình thái văn hóa vật thể.

### Tín ngưỡng

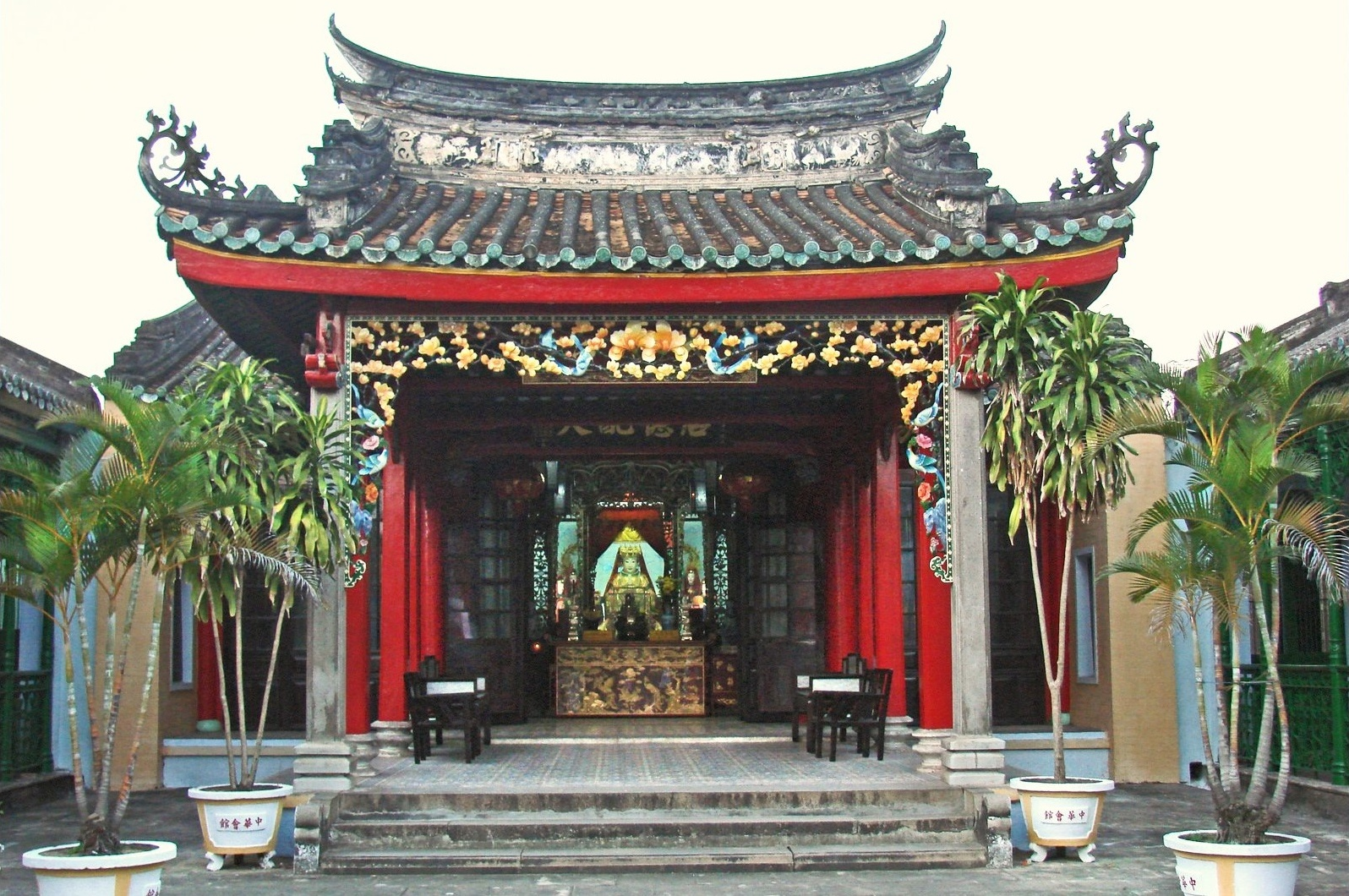
Hội quán Trung Hoa (Hội quán Ngũ Bang)

Tại Hội An, bên cạnh tục thờ cúng gia tiên, những người dân còn có tục thờ Ngũ tự gia đường. Theo quan niệm ở đây, nước có vua nhà có chủ, thần chủ nhà chính là Ngũ tự gia đường. Phần đông ý kiến cho rằng Ngũ tự gia đường là năm vị thần trong coi cai quản và sắp đặt vận mệnh cho một gia đình, gồm thần Bếp, thần Giếng, thần Cổng, Tiên sư bổn mạng và Cửu thiên huyền. Với một số ít người Hoa, Ngũ tự gia đường gồm năm vị thần Táo quân, Môn thần, Hộ thần, Tỉnh thần và Trung Lưu thần. Khám thờ Ngũ tự gia đường được đặt trang trọng ngay giữa nhà, trên bàn thờ gia tiên. Thực tế, trong các ngôi nhà ở Hội An, ngoài khám thờ chung, mỗi vị thần trong Ngũ tự gia đường lại có nơi thắp hương riêng, như thần Táo được thờ ở bếp, thần Cổng được thắp nhang nơi cổng, thần Giếng có ban thờ gần giếng... Đặc biệt, trong các gia đình người Hoa, thay vì thờ Táo Quân trong bếp, họ lại đặt khám thờ Táo Quân ở không gian sân trời, bên cạnh khám thờ thần Thiên quan tứ phước. Về tôn giáo, có thể thấy ở Hội An tồn tại nhiều tôn giáo khác nhau như Phật giáo, Công giáo Rôma, Tin Lành, Cao Đài... nhưng Phật giáo vẫn chiếm đa số nhất. Nhiều gia đình ở Hội An không theo Phật giáo những vẫn thờ Phật và ăn chay. Những vị phật được thờ chủ yếu là Phật Bà Quan Âm và Thích Ca Mâu Ni, một số gia đình còn thờ Tam thế phật, gồm Thích Ca Mâu Ni và hai vị Quân Âm Bồ Tát, Thế Chí Bồ Tát. Trong mỗi nhà, khám thờ Phật được đặt nơi trang nghiêm, thanh tịnh, thường cao hơn ban thờ gia tiên một bậc. Thậm chí có những gia đình dành riêng một gian rộng để thờ Phật và làm nơi tụng niệm.
Một điểm khác biệt nữa trong tín ngưỡng ở Hội An là tục thờ Quan Công, tuy ít gặp ở nông thôn nhưng đặc biệt phổ biến ở thành thị. Tuy hệ thống thần thánh được tôn thờ ở Hội An rất đa dạng và phong phú, nhưng Quan Công lại được xem như vị thánh linh thiêng nhất. Miếu thờ Quan Công được xây dựng ngay trong trung tâm khu phố cổ, trở thành một trung tâm tín ngưỡng thiêng liêng, quanh năm hương khói nghi ngút. Trong các gia đình, từ xa xưa người Hội An đã có quan niệm thờ Quan Công như thờ một vị thần hộ mạng, bảo hộ cho sự bình an của gia đình. Trên khám thờ Quan Công thường được đặt bộ tượng hoặc tranh Quan Công, Quan Bình cùng Châu Thương. Trong các di tích của người Hoa, đặc biệt là các hội quán, những vị thần thánh được thờ tùy thuộc vào tín ngưỡng riêng của cộng đồng. Tại Hội quán Phước Kiến, những người Hoa thờ Thiên Hậu Thánh mẫu, vị thần có nguồn gốc Phước Kiến, cùng Lục tánh vương gia, sáu vị trung thần của nhà Minh. Những người Hải Nam lập Hội quán Quỳnh Phủ thờ 108 vị Chiêu Ứng. Họ là 108 người dân Hải Nam đi buôn bán trên biển, không may bị nạn, sau được triều Nguyễn sắc phong làm Chiêu Ứng Công và ban thờ cúng. Người Triều Châu có Hội quán Triều Châu thờ vị thần chém sóng cứu nạn thuyền buôn trên biển Phục Ba Tướng quân. Ở Hội An còn có những hình thức tín ngưỡng khác như thờ bà cô, ông mãnh, vô danh vô vị, thờ đá bùa, đá thạch cảm đương.

### Lễ hội truyền thống

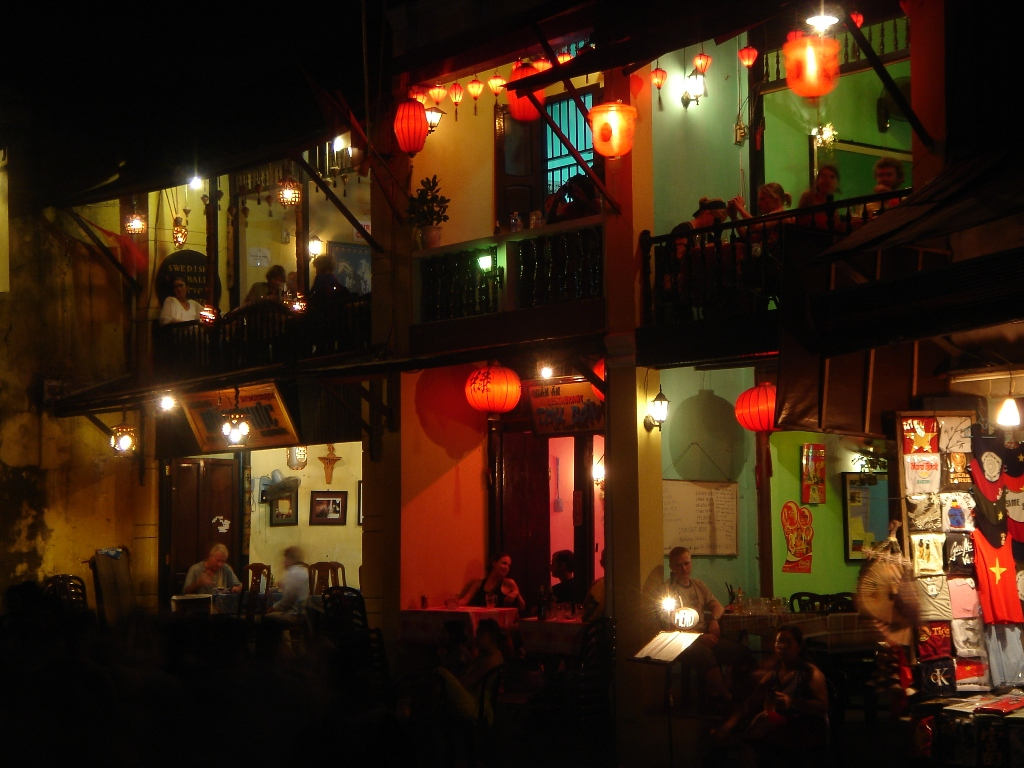
Buổi tối ngày 11 tháng 5 năm 2006 ở Hội An, tức 14 tháng 4 âm lịch

Ở Hội An hiện nay vẫn gìn giữ được nhiều loại hình lễ hội truyền thống, như lễ hội kính ngưỡng thành hoàng làng, lễ hội tưởng niệm những vị tổ sư ngành nghề, lễ hội kỷ niệm các bậc thánh nhân, lễ hội tín ngưỡng tôn giáo. Quan trọng nhất chính là những lễ hội đình ở các làng ven đô thị. Thông thường, mỗi làng đều có một ngôi đình để thờ thành hoàng và các vị tiền hiên. Mỗi năm, thường vào đầu mùa xuân, các làng lại mở lễ hội để kính ngưỡng vị thánh của làng mình và tưởng nhớ công lao các vị tiên hiền. Công việc này thường do những người cao niên phụ trách, cứ đến kỳ hạn họ bầu ra một ban tế lễ và dân làng cùng đóng góp kinh phí, tham gia vệ sinh, trang hoàng đình miếu. Lễ cúng thường diễn ra trong hai ngày, ngày thứ nhất chỉ làm lễ cáo yết, ngày thứ hai mới là ngày tế chính thức. Vào dịp rằm tháng giêng và rằm tháng bảy hàng năm, những người dân vùng Hội An tổ chức lễ hội Long Chu tại các đình làng. Dịp tổ chức lễ hội chính là hai thời điểm chuyển từ mùa mưa sang mùa khô và ngược lại, khoảng thời gian dịch bệnh thường xảy ra. Trong suy nghĩ của dân gian, các dịch bệnh cho những thế lực thiên nhiên xấu xa mang tới, vì vậy tất cả mọi người trong làng, không trừ một ai, đều tham gia vào lễ hội. Vào ngày lễ chính, toàn thể dân làng rước Long Chu, một chiếc thuyền làm theo hình rồng, về đình và người chủ bái cùng thầy phù thủy sẽ khai quan điểm nhãn cho Long Chu. Sau nhiều nghi lễ cúng tế, buổi tối các tráng đinh đưa Long Chu đến những nơi cần yểm và sau đó mang đốt rồi thả ra biển.
Tại các làng chài ven sông, biển của Hội An, đua ghe là một sinh hoạt văn hóa không thể thiếu, thường diễn ra trong dịp mừng xuân từ mùng 2 đến mùng 7 tháng giêng, cầu ngư vào rằm tháng hai và cầu an vào khoảng trung tuần tháng ba âm lịch. Theo quan niệm dân gian, đua ghe là dịp làm vui lòng các thánh thần thượng sơn hạ thủy và những đấng khuất mặt đã phù hộ cho thôn xóm được bình yên. Trước mỗi cuộc đua ghe, các làng xã náo nhiệt chuẩn bị, tập luyện. Chiến thắng trong các cuộc đua là niềm tự hào của dân làng và mang ý nghĩa mang lại một vận may trong mùa màng sắp tới. Trước đây, trong hội đua ghe, các yếu tố lễ, hội đều được xem trọng, nhưng ngày nay, phần hội thường nổi trội hơn và đọng lại lâu trong tâm thức mọi người. Cũng vào dịp cầu ngư hàng năm, dân cư các làng chài Hội An còn tổ chức lễ tế cá Ông, tri ân cá Ông đã cứu giúp những người hoạn nạn trên biển. Trong những lễ tế này, thường có hoạt động hát bả trạo, một loại hình văn nghệ dân gian độc đáo, miêu tả lại cảnh sinh hoạt, lao động trên sông nước. Và giống như các địa phương khác ở ven biển miền Trung, mỗi dịp cá Ông chết trôi dạt vào bờ, ngư dân thường tổ chức chôn cất, cúng tế rất linh đình.
Từ năm 1998, chính quyền Hội An bắt đầu tổ chức Lễ hội đêm rằm phố cổ vào mỗi đêm 14 âm lịch hàng tháng. Ý tưởng độc đáo này xuất phát từ mong ước của kiến trúc sư Ba Lan Kazimierz Kwiatkowski, người đã dành nhiều công sức trong việc bảo tồn hai di sản Hội An và Mỹ Sơn. Trong dịp lễ hội, thời gian từ 17 đến 22 giờ, tất cả các ngôi nhà, hàng quán, tiệm ăn đều tắt điện, toàn bộ khu phố chìm trong ánh sáng của trăng rằm và những ngọn đèn lồng. Trên các con phố, những phương tiện giao thông tạm thời bị cấm, chỉ dành cho người đi bộ. Tại các điểm di tích, nhiều hoạt động ca nhạc, trò chơi dân gian, thi đấu cờ tướng, đành bài chòi, thả hoa đăng... được tổ chức. Khi các ngày lễ lớn khác trùng vào đêm rằm, các hoạt động văn hóa sẽ phong phú hơn với những vũ hội hóa trang, vịnh thơ Đường, múa lân... Khách du lịch đến Hội An vào dịp đêm rằm sẽ được sống trong một không gian đô thị từ những thế kỷ trước.

### Âm nhạc, diễn xướng và trò chơi dân gian

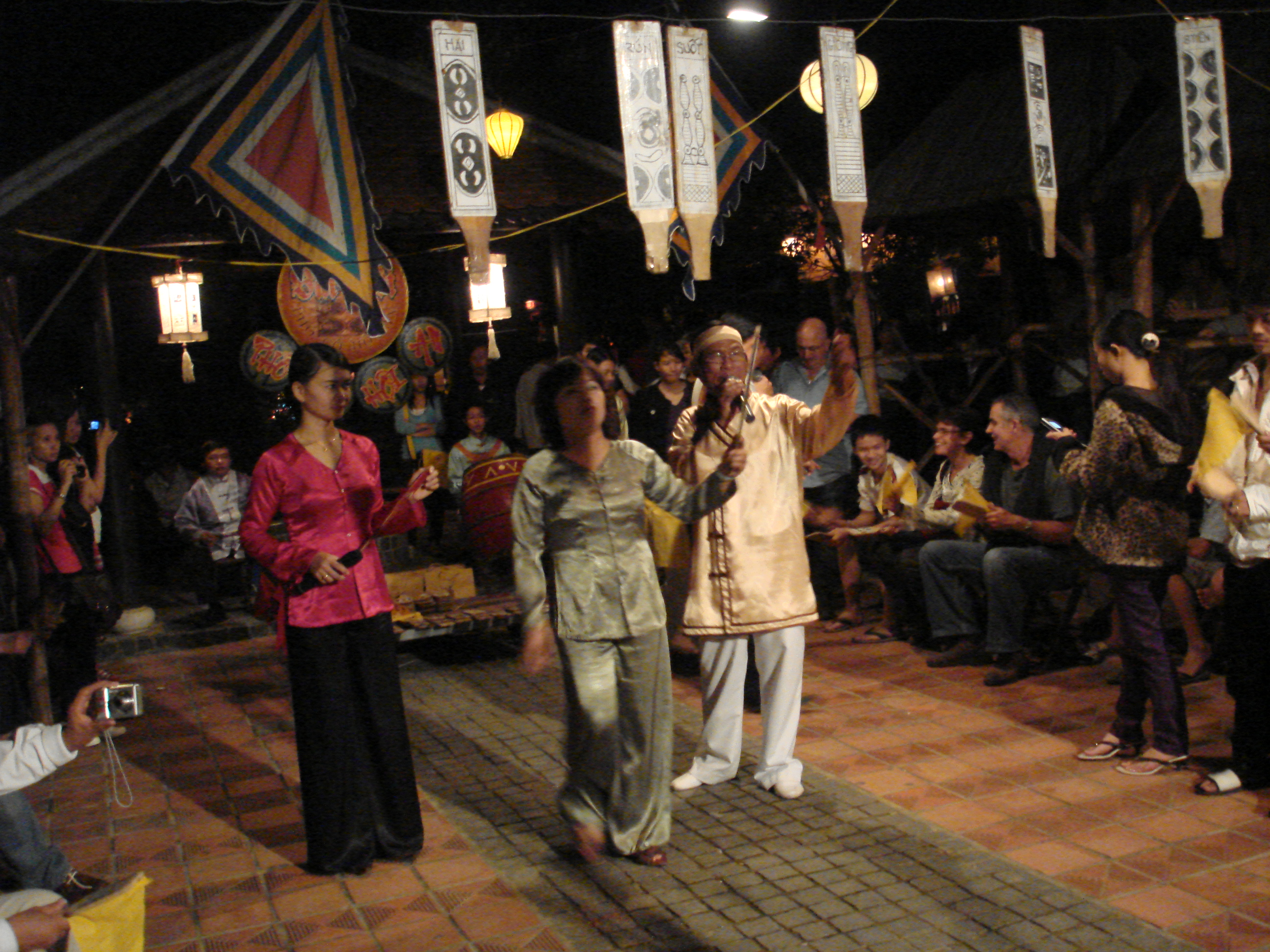
Hát bài chòi ở Hội An

Những hình thức diễn xướng, trò chơi dân gian ở Hội An kết tinh từ quá trình lao động của cư dân địa phương, ngày nay vẫn được gìn giữ và là một phần quan trọng trong đời sống tinh thần nơi đây. Có thể kể đến những điệu hát hò khoan, các điệu hò giựt chì, hò kéo neo, những điệu lý, vè, các hình thức hát tuồng, bả trạo, hô thai, hô bài chòi... Hội An còn có truyền thống về diễn tấu cổ nhạc trong các dịp hội hè, tang ma hiếu hỉ, và truyền thống ca nhạc tài tử với những nghệ nhân khá nổi tiếng. Những người dân ở đây cũng có rất nhiều thú chơi, tiêu biểu có thể kể đến trò bài tới, trò đỗ xăm hường, trò thai đề xổ cử nhân, trò thả thơ, trò chơi thư pháp.
Bài chòi, một thú giải trí đậm nét văn hóa của người dân xứ Quảng và cả vùng duyên hải miền Trung, vẫn được diễn đều đặn vào mỗi tối 14 âm lịch hàng tháng trên khuôn viên nhỏ ở góc đường Nguyễn Thái Học và Bạch Đằng. Nếu theo đúng thể thức, trong trò chơi bài chòi sẽ có khoảng 10 chiếc chòi được dựng, mỗi chòi sẽ được phát ba quân bài trên đó ghi những chữ khác nhau. Bộ bài này được gọi là bộ bài tới, in theo lối mộc bản trên giấy gió, phủ qua một lớp điệp rồi bồi thêm giấy cứng, mặt sau phết màu đỏ, xanh lá cây hoặc xanh xám. Ở chòi trung tâm có một ống thẻ đựng bài cái. Khi tiếng trống hội đã dứt, những người chơi đã vào chòi con, tay cầm quân bài, anh hiệu sẽ bước đến ống thẻ, xóc đi xóc lại rồi rút ra một quân bài. Mỗi lần rút, anh hiệu lại hô lên những tiếng, ví dụ như "ông ầm", "tam quăn", "tứ cẳng"... chòi nào có đúng quân bài đó sẽ gõ ba tiếng mõ và nhận được một lá cờ từ anh lính lệ. Khi chòi nào nhận được đủ ba cờ thì sẽ hô "Tới". Một hồi mõ kép dài, ở chòi trung tâm tiếng trống tum, trống cán sẽ vang lên. Trong trò bài chòi, tiếng hô của anh hiệu là cốt lõi của trò chơi. Anh hiệu phải là người thuộc những bài truyền khẩu dân gian cộng với tài ứng tác, để nội dung cuộc chơi luôn bất ngờ. Thay vì chỉ hô tên con bài, anh hiệu có thể hô một hay nhiều câu lục bát ứng tác bát có liên quan đến con bài. Hô bài chòi là một hình thức diễn xướng mang đậm nét dân dã, điểm hấp dẫn chính của trò chơi.
Một hình thức diễn xướng dân gian có vai trò rất lớn trong đời sống tinh thần, tâm linh của cư dân vùng biển Hội An là hát bả trạo. Trình tự một buổi biểu diễn bả trạo có kết cấu như một hoạt cảnh thể hiện những diễn biến từ khi con thuyền ra khơi cho đến khi cập bến an toàn. Bả trạo thuộc thể loại dân ca lễ nghi, có sự kết hợp với hình thức diễn tuồng, một loại hình sân khấu rất được người dân Quảng Nam yêu thích. Ngoài lối múa hát chèo thuyền đã được nghệ thuật hóa, lối hát trong bả trạo còn có lối xướng, hô và trình diễn các điệu dân ca như hò, lý, ngâm, hát... được thể hiện qua tài năng của các nghệ nhân tạo nên sự hấp dẫn với người xem. Trong lễ hội nghinh Ông, hát bả trạo thể hiện sự thành kính, thương tiếc cá Ông "Ngọc Lân Nam Hải", vị thần cứu giúp ngư dân trong cơn hoạn nạn trên biển, đồng thời cũng thể hiện mong ước bình yên trước cảnh sóng nước mênh mông, bão tố rập rình. Những cư dân Hội An còn dùng diễn xướng bả trạo làm nghi thức trong tang lễ những người dân ven biển, than khóc số phận người xấu số, ca ngợi công đức người đã khuất.

### Ẩm thực dân gian

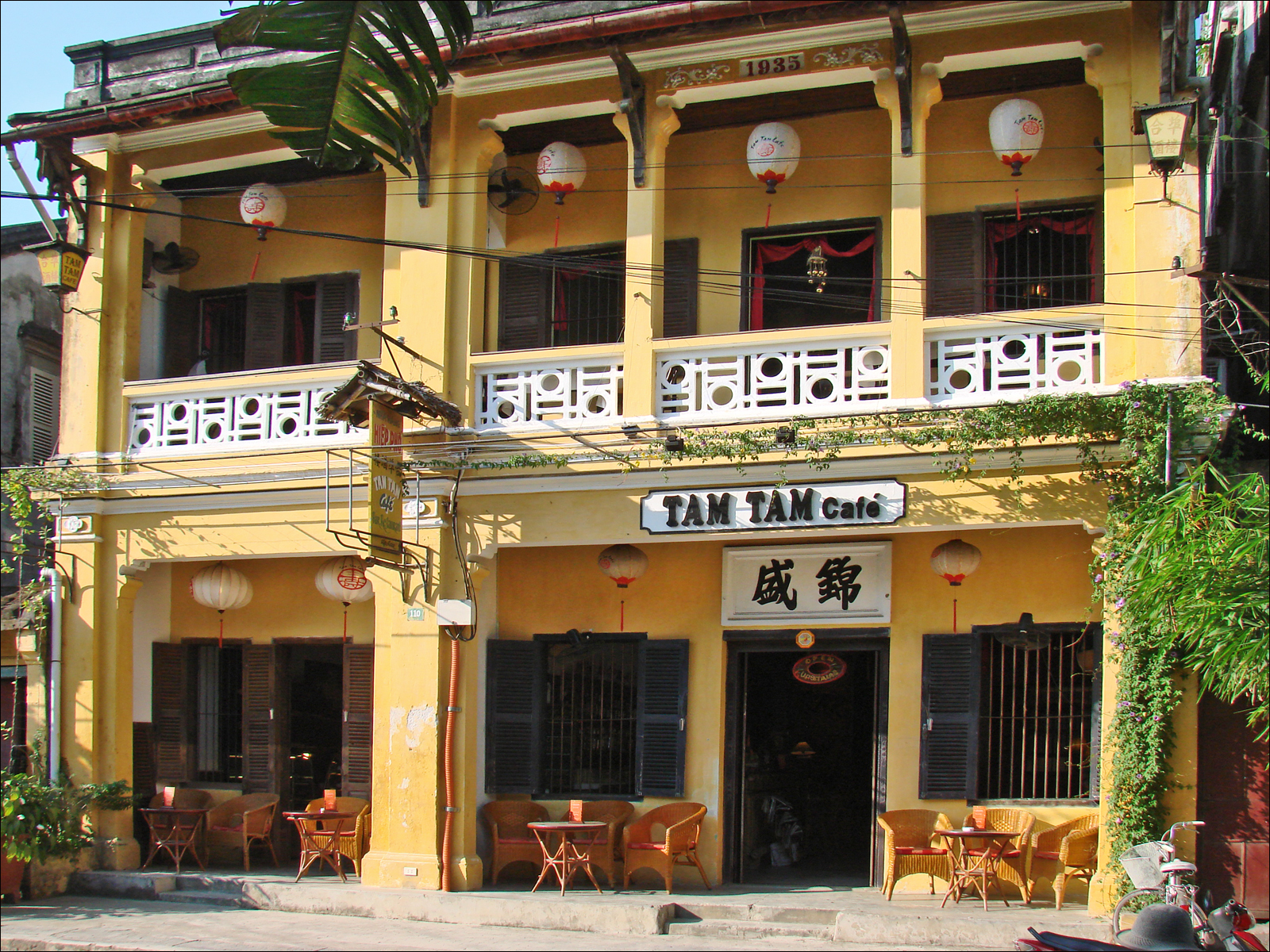
Một nhà hàng trong phố cổ

Với vị trí vùng cửa sông ven biển, nơi gặp nhau của các tuyến giao thông đường thủy và cũng là nơi hội tụ về kinh tế, văn hóa liên tục trong nhiều thế kỷ, Hội An có được một nền ẩm thực đa dạng và mang những sắc thái riêng biệt. Vùng đất nơi đây không có được những cách đồng rộng lớn như đồng bằng sông Cửu Long hay đồng bằng sông Hồng, nhưng bù lại Hội An có các cồn bãi ven sông màu mỡ và những thửa ruộng hẹp giàu phù sa. Môi trường sông biển này đã ảnh hưởng trực tiếp đến cuộc sống hàng ngày, phong tục tập quán, lối sống của cư dân địa phương, trong đó có thói quen ẩm thực. Trong bữa ăn hàng ngày của người dân Hội An, thủy hải sản luôn chiếm một phần lớn, còn ngoài chợ, số lượng tôm cua cá được tiêu thụ thường gấp đôi số lượng thịt. Cá trở thành một món ăn không thể thiếu trong khẩu phần hàng ngày của dân cư Hội An và người ta quen gọi khu vực bày bán thức ăn là chợ cá. Ngày nay tại Hội An vẫn lưu truyền một số thói quen, tập quán ẩm thực của một số gia đình người Hoa. Vào những dịp lễ tết, các dịp hôn hỉ, họ thường nấu một số món ăn riêng như bún xào Phước Kiến, cơm Dương Châu, kim tiền kê, phạch xồi... để cùng nhau thưởng thức, cũng là dịp nhớ lại nguồn gốc dân tộc. Những người Hoa đã góp phần đáng kể làm nên sự phong phú của ẩm thực Hội An, cũng là tác giả của nhiều món đặc sản chỉ có ở đây.
Một trong những món ăn tiêu biểu của ẩm thực Hội An là món cao lầu. Nguồn gốc món ăn, cùng như cái tên Cao lầu, ngày nay rất khó xác định. Những Hoa kiều ở Hội An không công nhận đây là món ăn của họ. Một số nhà nghiên cứu Nhật Bản cho rằng cao lầu có nét giống món mỳ ở vùng Ise, nhưng trên thực tế hương vị và cách chế biến của cao lâu khác món mỳ này. Sợi cao lầu được chế biến rất công phu. Người ta ngâm gạo và nước trong được lọc kỹ, sau đó xay thành nước bột. Bột được dùng vải bòng nhiều lần để khô, dẻo rồi cán thành miếng vừa cỡ và cắt thành con mỳ. Cao lầu không cần nước lèo, nước nhân, thay vào đó là thịt xíu, nước xíu, tép mỡ và để bớt béo người ta dùng kèm với giá trụng, rau sống. Khi bán, người ta trần mỳ, giá đổ ra bát và thêm mấy lát thịt xíu hoặc thịt ba chỉ, đổ tép mỡ, thêm một muỗng mỡ heo rán sẵn ở lò bên. Trước đây ở Hội An có các tiệm cao lầu ông Cảnh, Năm Cơ từng đi vào câu ca dao: Hội An có Hạ Uy Di. Chùa Cầu, Âm Bổn, cao lầu Năm Cơ.

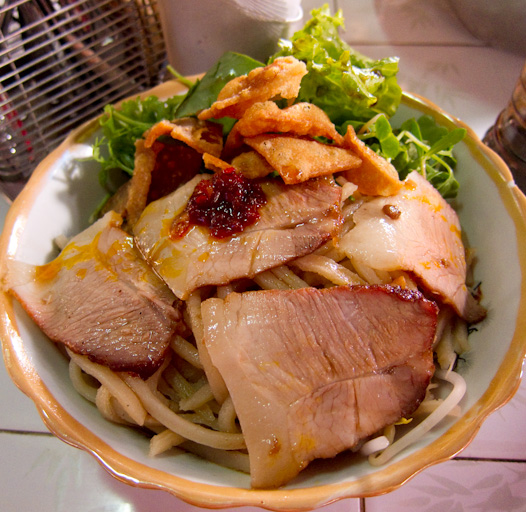
Cao lầu, một món ăn của Hội An

Bên cạnh những món đặc sản mang tính phố thị như cao lầu, hoành thánh, bánh bao, bánh vạc... Hội An còn có nhiều món ăn dân dã hấp dẫn như bánh bèo, hến trộn, bánh xèo, bánh tráng... và đặc biệt là mì Quảng. Đúng như tên gọi, món mỳ này có nguồn gốc xuất phát từ Quảng Nam. Mỳ Quảng cũng như phở, bún đều được chế biến từ gạo nhưng lại có sắc thái và hương vị rất riêng biệt. Để làm mỳ, người ta dùng gạo tốt ngâm nước cho mềm, đem xay thành bột nước mịn rồi pha thêm phèn sa để sợi mỳ giòn, cứng, đem tráng thành lá mỳ. Khi mỳ chín được vớt ra đặt lên vỉ cho nguội, thoa sơ một lớp mỡ cho mỳ khỏi dính rồi cắt thành sợi. Nước nhân mỳ được làm bằng tôm, thịt lợn hoặc thịt gà, có khi được làm bằng cá lóc, thịt bò. Nước nhân mỳ không cần nhiều màu mè, không nhiều gia vị mà phải trong và có vị ngọt. Ở Hội An, mỳ Quảng được bán khắp nơi, từ các quán ăn thành thị đến những hàng quán ở thôn quê, đặc biệt là những quán mỳ trên hè phố.
Bánh bao, bánh vạc là một trong những món ăn sang trọng, ngon và lạ của phố cổ Hội An. Bánh bao, bánh vạc thường đi đôi với nhau, cả hai đều được làm bằng nguyên liệu chính là bột gạo. Ngay từ khâu chọn gạo đã thấy bánh bao bánh vạc là loại bánh kén chọn nguyên liệu. Bột gạo làm bánh phải lấy từ loại gạo thơm ngon, mua về sàng sảy kỹ rồi cho vào nước và xay thành bột. Nước dùng để xay phải trong, không nhiễm mặn, nhiễm phèn, thường là nước từ giếng cổ Bá Lễ. Sau nhiều lần chắt lọc, bột được vê lại và để trong một chiếc thau sạch. Cùng với việc chế biến bột, người thợ tiến hành làm nhân bánh, gia chế hành, khử vàng hành dùng trải trên bánh trước khi ăn. Nhân bánh được chia làm hai loại, nhân bánh bao và nhân bánh vạc. Nhân bánh bao chủ yếu gồm tôm và gia vị được pha trộn và giã nhiều lần trong cối. Nhân bánh vạc hơi khác và phong phú hơn, ngoài chả tôm còn có giá hột, nấm mèo, măng tre, thịt heo thái hình hạt lựu, lá hành. Tất cả hỗn hợp nhân này được cho vào xoong và xào với muối, mắm. Bắt đầu vào công đoạn chế biến bánh, cả bánh bao và bánh vạc được làm song song, thường có từ 2 đến 4 thợ làm bánh. Bánh bao được làm với lớp bột thật mỏng, cách điệu như những cánh hoa hồng. Bánh vạc lớn hơn bánh bao, trông giống hình quai vạc. Khi làm xong, bánh được chưng cách thủy trên bếp, khoảng chừng 10 đến 15 phút là chín. Lúc ăn, hai loại bánh được dùng chung với nhau, nhưng thực khách có thể chọn bánh bao bánh vạc tùy thích. Những chiếc bánh được bày cầu kỳ, bánh bao xếp ở giữa và bên trên, bánh vạc xếp xung quanh và bên dưới. Bánh xếp xong được trải lớp hành phi vàng, kế đó rưới thêm một muỗng dầu phụng khử chín. Bánh bao, bánh vạc được dùng với nước chấm riêng, pha chế từ nước mắm, có vị ngọt của thịt tôm, có vị chua của chanh và vị cay nồng của những lát ớt vàng được xắt khéo léo.
Không chỉ có những món ăn ngon, phong phú, các hàng quán ở Hội An còn có cách bài trí, phục vụ mang những nét riêng. Những nhà hàng trong khu phố cổ thường treo một vài bức tranh xưa, xung quanh trang trí chậu hoa, cây cảnh hoặc đồ mỹ nghệ. Một số hàng quán còn có thêm hồ cá, hòn non bộ... tạo sự thư giãn, thoải mái cho thực khách. Tên những nhà hàng cũng mang tính truyền thống, được kế thừa từ đời này sang đời khác. Bên cạnh ẩm thực truyền thống, một số món ăn, thói quen xuất phát từ Pháp, Nhật và phương Tây vẫn được duy trì và phát triển, góp phần làm phong phú nếp ẩm thực của Hội An, phục vụ nhu cầu đa dạng của những du khách.